# 野沢那智
野沢 那智（のざわ なち、1938年〈昭和13年〉1月13日 - 2010年〈平成22年〉10月30日）は、日本の舞台演出家、俳優、声優、ラジオパーソナリティ、実業家、馬主。
東京府東京市日本橋区（現：東京都中央区日本橋浜町）出身。オフィスPAC元代表。父は作家の陸直次郎、母は小唄の師匠の堀小代清、妻は女優の成瀬麗子、長男は俳優の野沢聡、姪はタレントの野沢直子、甥はクリエイティブ・ディレクターの野澤直龍、大姪（直子の娘）は格闘家の真珠・野沢オークレアー。

## 生涯

### 幼少期
4人兄弟の末っ子として生まれる。幼稚園在園中は学童疎開で長野県の上林温泉で過ごす。1944年8月に父と死別した後は、母親が霞ヶ関官庁街で開業した弁当屋で配達の仕事などをこなしていた。

### デビューまで
演劇との最初の出会いは中央区立浜町中学校（現：中央区立日本橋中学校）在学中の中学1年生の時、母に連れられて、近所にあった「明治座」に新国劇を見に行った時であり、その後は「明治座」へ毎日のように通うようになる。ただし、当時は役者ではなく舞台装置に興味をもち、将来は舞台美術家になりたいと思っていた。
1953年、東京都立白鷗高等学校に進学後は演劇部に所属し、演出から舞台装置、照明、役者まで経験した。当時、教師が朝礼の訓辞に、ユニークな活動ぶりを取り上げて絶賛していたほどだったが、教師に褒められたばかりに、調子に乗って学業を怠るようになってしまったという。午後の物理、数学の授業には出席せず、裁縫室にこもり、裁ち台を舞台にして、演劇の稽古に熱中し、木下順二の『彦市ばなし』などを上演していた。担任の教師もそれを半ば認めて、叱りもせず好きにさせてくれたという。期末試験で物理、生物、数学は白紙答案であり、問題そのものが何のことやらわからないのだったことから、答えられるはずもなく、好意的だった教師でさえ、呆れ果ててしまったという。3年生の学園祭でのこと、「クラスの出し物が決まらない」と騒いでいることから「クラスで何か派手なことをやろう」ということになって、発案で「浴衣姿で盆踊りをやろう」ということに衆議一決し、学園祭の前夜にやぐらを組んだという。当朝に出勤してきた校長と教頭は、真っ白に化粧して真っ赤な口紅を塗った女生徒たちが、裾から赤い蹴出しをチラチラさせて、浴衣姿でウロウロしているのを見て腰が抜けるほど驚き、たちまちやぐらは崩され、生徒達は制服に着替えさせられてしまったという。以上のことから、一度は「活動的で個性豊かな学生」として称賛されたが、「白紙答案の劣等生」「伝統ある校風を乱す不埒者」として、放校に近い退学勧告を受けてしまったという。学校からの呼び出しに、母は驚きもせず、叱ることもなく、転校先を見つけてもらい、「もう、これ以上おふくろに心配をかけるのはやめにしよう。今度こそ、一生懸命勉強するぞ!」と、心に誓ったという。
3年生からは本郷高等学校に転校。しかし何をやってもいっさいお咎めなく、授業はサボるのが当たり前であり、クラスメイトに「エスケープしよう」と誘われて、断ったらブンなぐられ、誘われるままに授業をサボって盛り場などをウロつくようになって、補導されるようになったという。「こんなことをやっていたら、俺はダメになる。そうだ!どこかの劇団に飛び込んで、プロの演出家になる修行をしよう」と考え、劇団に入ることを主張。折しも受験期であり、父も兄達も早稲田大学出身だったことから、両親は早稲田大学への進学を執拗に勧めるようになってきたという。大学進学を拒み続けたが、親達は頑としてそれを認めようとはせず、部屋に閉じ込もり自問自答していたという。ある時、「母さん、ゴメンよ……」と呟くと、ボストンバッグひとつを抱えて家を飛び出し、東京都目黒区に借りた三畳一間のアパートで暮らしていた。一人暮らしののんきさに浸っていた時、東京都新宿区の街角で、バッタリ東京都立白鷗高等学校時代の友人に出会い、つい懐かしさのあまりアパートへ連れ帰り、暮らしぶりなどを自慢して聞かせたりしていたという。翌日、噂を聞きつけ駆けつけた2人の兄に、「二度と帰るまい」と誓った我が家に連れ戻されてしまったという。既に早稲田大学の入試は終わっていたため、「大学進学だけは免れるだろう」と思っていたが、兄が入試の終わっていなかった國學院大學の願書を取り寄せて提出できるようにしていた。大学は行く気がなかったが、兄に「大学に行ったって、演劇活動はできる」と説得され、渋々受験した。1956年、同高校卒業後、國學院大學に進学。
大学入学後は講義に出席したのは7、8回だけだったといい、その後はしばらくアルバイトなどをしてブラブラしていたという。また毎日演劇部に通っていたが、演劇部の先輩はその頃ほとんど劇団四季に行っており、その流れで野沢も劇団四季のジャン・アヌイやジャン・ジロドゥの芝居を見るようになったという。それまでが四畳半的な日本的情緒の世界一色だった反動であり、「目の前がパーっと開ける」という感じで西欧志向へとなだれ込んでいったという。大学の先輩に劇団四季の関係者がいたため、その研究生にという話がとんとん拍子に進んだという。大学3年生の頃から、劇団四季の金森馨のもとで大道具などの仕事を手伝うようになるが、金森から「発想は良いんだけど、絵は下手だなァ。辞めたほうがいいよ」とアドバイスを受けたことで舞台監督を目指すようになる。その当時、ほぼ内定という時に劇団四季の研究生達が上部に内証でしていた公演に誘われるまま知らずに参加していたところ、劇団に無断で行っていた公演だったため、内定取り消しの処分を受けてしまって出入り禁止になったという。その時知り合っていた演出家の駒形俊一と行き場を失ってしまったことで「よし!2人で劇団を作ろう!」ということになり、在学中に「劇団城」を結成し、ジャン・ラシーヌとジャン・コクトーの作品で旗揚げをすることになったという。1960年に大学を中退。しかし幕を開けてみたところ客席はガラガラ、客の数は出演者の数よりも少ないという有様で、その後も公演を何回か試みたが、いずれも客が入らず、劇団は解散。その後は3年くらい舞台監督をしていたという。その時、稽古場で演出家が偉そうに役者を指示を出したり理屈を言ったりしており、それを見て「カッコいいな〜。どうせなら俺も演出家になりたいな」と劇団七曜会に演出家研修生として入団。だが、主催の高城淳一に「とりあえず役者やれ」と言われたことで舞台に出ることになり、それから3年ほど、七曜会で舞台役者を続けることになった。

### デビュー後
七曜会へ入団後、アルバイトとして高城が浦瀬キャップ役で出演していたNHKで放送する生放送のテレビドラマ『事件記者』の仕事に呼ばれ参加するようになる。だが、いつも犯罪者少年などの役であり、3カ月ほど経過したころにNHK側もキャリアの浅い野沢の起用を問題視するなどしたことで、困惑した野沢が劇団に「ドラマだけは勘弁してくれませんか」と頼んだところ、吹き替えの仕事を紹介され、七曜会がユニット出演していた海外ドラマ『ハーバー・コマンド』に出演。これが声優デビューとなった。
劇団七曜会を退団後、役者仲間と「劇団城」を復活。初めて舞台演出を担当するが、難しい演目ばかり公演したことで客足は遠のき、たちまち運営に行き詰ったことで劇団は分裂。責任者の野沢は3年間で370万円（現在の2000万円ほど）もの借金を抱え、友人の家を転々としながら15円のコッペパンで「今日は食べたぞ!」と満足するほどの赤貧生活を送ることとなる。
借金返済の見通しも立たず困り果てたある日、銀座の街を歩いていると、先輩である八奈見乗児と偶然出くわした。そこで野沢は「何か仕事が無いですか？」と尋ねると、八奈見から「アテレコやればいいじゃないか」と東京俳優生活協同組合（俳協）を紹介され、俳協に所属することになる。野沢は最初、冗談だと思ってまともに取り合わなかったが、3か月もしないうちに八奈見にばったりと出くわし、「もう事務所に連絡入れたぞ」と言われて俳協に連れていかれた。そこは裏通りにある魚屋の2階で、階段も狭く「俳優の事務所っつったって汚ねぇんだな。何ていうプロダクションなんだろう」とよく見てみると俳協だったという。その後は野沢本人によると「アテレコで若い男の役といえば野沢那智」という感じで次々と仕事が回ってきたといい、1日3本こなすなど本格的に声の仕事を始めたという。
1963年、劇団薔薇座を設立。俳協所属から約1年半経過し借金が半分になったこともあり、演出家としての活動に専念しようと役者業の引退を考えた。その趣を俳協へ伝えると「最後にこのオーディションに行くだけ行ってきてよ。ほとんどキャストは決まっているので、落ちるから大丈夫」と言われて紹介されたのが『0011ナポレオン・ソロ』であった。気楽にオーディションを受けた野沢だったが、なぜか愛川欽也が内定していたイリヤ・クリヤキン（デヴィッド・マッカラム）役に決まってしまったといいい、そして『0011ナポレオン・ソロ』が視聴率40%ほどを取る大ヒット作となったため、役者をやめるわけにはいかなくなったとのこと。また、このような経緯で野沢自身も人気を獲得し、本人いわく「それから声の仕事を本気でやる気になりました」とのこと。アニメのデビュー作は1963年の『狼少年ケン』。
TBSラジオの深夜ラジオ番組『パックインミュージック』ではパーソナリティとして白石冬美とコンビを組み、大きな好評を得て延長を重ねた末、結果的に15年間続いた（その詳細は#パックインミュージックの節も参照）。その後も文化放送など局を移しても2人で「那智チャコ」の愛称でラジオ番組のパーソナリティ・コンビを務めた。
その後、数多の洋画吹き替え・アニメ作品で声の出演、またラジオDJ・ナレーションなどを手がける。劇団薔薇座などでは舞台プロデュース・舞台演出でも活躍した。
1988年、劇団薔薇座の第21回公演ミュージカル『スイート・チャリティ』で文化庁芸術祭賞を受賞。

### 晩年・死後
2003年、オフィスPACを設立。付属養成所のパフォーミング・アート・センターにおいて声優や舞台俳優を目指す人材を育成。設立当初は代表取締役として在籍し、声優としては賢プロダクションに所属を続けていたが、2008年5月頃に賢プロダクションを退所し、事実上オフィスPACへ移籍した。一時は青二プロダクションにも所属していた。
2008年第2回声優アワード功労賞を受賞。
2009年後半、この頃から次第に体調を崩し始め、一時仕事を完全にストップして治療に専念すると宣言するなど、仕事のセーブに拍車がかかる。
2010年、7月頃までは指導にあたっていたが、夏に精密検査を受けた結果肺がんを患っていたことが判明し、8月から入院。抗がん剤などで治療生活を送るも、容態は一向に回復せず、10月26日に都内の別の病院へ転院。この頃には、もう会話することすらできなくなっていたという。妻や長男、親族、自身が代表を務める養成所の生徒たちに囲まれながら、10月30日午後3時36分、肺がんのため、死去した。72歳没。墓所は雑司ヶ谷霊園。
2011年2月14日にお別れの会が行われ、山寺宏一や羽佐間道夫をはじめとした580人が参列した。祭壇には野沢が愛用していた物や舞台演出した台本、息子の贈り物などが飾られた。弔辞を読んだのは野沢とラジオで長年コンビを組んだ白石冬美で「どこも痛くなくなった今、空の上から見守ってください」と別れを惜しんだ。
2011年3月5日に行われた、第五回声優アワードで特別功労賞が贈られた。声優アワードの生前、没後双方での受賞は初となる。

## 人物・特色
芸名の由来は、公私ともに本来の読みである「やすとも」と呼ばれたことがなく、結果的に音読みの「なち」がそのまま定着したことによる。
声種はバリトン。収録の際は、台本を持ちながら体をくねらせて発声する独特のスタイルを持っていた。その光景を間近で観察していた後輩の若本規夫は後に「細身でありながら深みのある声を出すために、横隔膜や骨盤底筋を使っていたのではないか」と推察している。
役柄としては主に青年役を担当しているが、時に中年・老人役も演じる。声質からアニメやゲーム作品においては、『キングダムハーツ Re:チェインオブメモリーズ』（ヴィクセン）や『ルパン三世 ルパン暗殺指令』（ジョン・クローズ）のような悪役を演じるイメージが強いが、『チキチキマシン猛レース』（ナレーター〈実況〉）のような熱血漢、洋画吹き替えではアラン・ドロンやジュリアーノ・ジェンマ、ロバート・レッドフォード、ジェームズ・ディーンなどの二枚目役、また雰囲気を変えた三枚目もこなす。本人によれば「狂人が得意分野」とのことで、「キレるのは易しい」と語ったこともある。『悟空の大冒険』で担当した三蔵法師がいわゆる「おかま」になったのはアドリブからである。
アル・パチーノやクリストファー・ウォーケン、ダスティン・ホフマン、デニス・ホッパー（『スピード』）といった狂気がかった役の吹き替えが多いが、本人はジェラール・フィリップとトム・ハンクス全出演作を吹替えるという夢を持っていた。前者は『危険な関係』などで実際に担当歴があるほか、ナレーションを担当した『星の王子さま（CD-ROM版）』で一部実現したが後者は一本も担当したことがなかった。笑いの要素が好きで演技にも感動させられると語っていた。
特技は歌舞伎の声色。趣味は読書。

## 主な吹き替え担当俳優

### アラン・ドロン
1969年頃、アラン・ドロンの吹き替えを初めて担当。数人いるドロン担当声優のひとりとなる。『日曜洋画劇場』で主にドロンを担当していた堀勝之祐などと比べ、ドロン担当として野沢は比較的後発の存在だったが、やがて1970年代後半頃から、ほぼ全局で野沢がドロンの吹替を担当するようになり、茶の間にも「アラン・ドロンの吹替といえば野沢那智」のイメージが浸透していった。野沢に先んじてドロンを多く吹き替えた堀も野沢が担当した作品を観た際には「僕は彼の演技にのれないことが多々あったが、野沢さんの場合はぴったり合っている」と評している。
ドロンを担当するようになった経緯ついて、野沢本人は後に「『太陽がいっぱい』で堀勝之祐がドロン、自身がモーリス・ロネを吹き替え放送したところ、しばらくして春日正伸の提案で配役を逆にして録り直し放送した。これで初めてドロンを吹き替え、その後多く吹き替えるようになった」と述べている。ただし、野沢がロネを吹き替えた音源はなく、とり・みきの調査では野沢が初めてドロンを担当したのが『黒いチューリップ』となっているため、真相は不明である。
野沢がドロン担当声優として有名なため、演劇・映画の関係者や評論家、役者たちのコラムや寄稿において「アラン・ドロンから連絡を貰った」「稽古場でアラン・ドロンがソバを食べていた」など、冗談でアラン・ドロン扱いされることも多い。東映制作の特撮テレビドラマ作品『仮面ライダークウガ』（2000年）の第37話では劇中で「アラン・ドロンの声をやっていた人物」として野沢の名前が登場する。また、野沢はドロンがダリダとデュエットし、ヒットしたシングル『あまい囁き（Parole Parole）』の日本語版にも参加した。
ドロン本人と野沢は『酒井広のうわさのスタジオ』にて初対面を果たしている。ドロンはその際、かねてより吹き替えを務めている野沢に対して感謝の言葉は述べたものの、実際に野沢による自身の吹き替えを視聴したのちに「自分は日本語が話せないが、もし日本語が出来たら自分自身で吹き替えたい」と話しており、必ずしも好意的とは言えない反応を受けていた。ただし、80年代に執り行われたドロンと会食ができるフランス・パリの観光ツアーでは野沢がドロンと同行しており、その後の両者の関係は良好であったという。
アラン・ドロン自身の声は、野沢が演じるものより低い声である。ディレクターも交えて（冗談まじりに）ドロンに似せた低音で演じてみた時、その声で日本語を話すと重くなりすぎ、泥臭く聞こえてドロンの外見のイメージと合わないことがわかった。そこで「ドロンの顔つきや体つきからイメージされる、甘さのある柔らかい雰囲気で」との方向性で声のトーンを決めていったという。「アラン・ドロン自身のような低音でフランス語を話してると響きが良いんですけど、その声で日本語を話すと聞こえ方が違う」と、日本語とフランス語の聴感の違いも感じさせる回答を野沢は述べている。また、ドロンの顔と体のイメージから、演技としても大芝居を避けて「さらりと、さざ波のような感じで声を出そう」という演技方針を固めていったが、「さざ波って言ってもねえ…それが…難しいんですよ」と実感を込め、二枚目を吹き替える難しさを振り返っていた。
野沢は「二枚目という端正な魅力を生かすには、汚い日本語では絶対に成立しない。正確にいうと、アラン・ドロンを演じているわけじゃない。彼が映画の中で役を通して表現したかったことを、日本語で表現している」とインタビューで話している。
役作りについては「3日前からドロンになれてないと収録できない」と話しており、ドロンが演じた多くの役のような孤独で人間関係には器用でない役を吹き替える際は、当日できるだけ収録本番まで人に会わないように現場に入り、挨拶もほとんどしないという。いわば担当する人物の人間関係そのままに振る舞うという行動で「孤独な役をやるんなら、世間話してると物語に入れないんです」と話している。野沢によると、オードリー・ヘプバーンの吹替で知られる池田昌子も同様の役作りをしており、特に野沢と池田が会話の少ない役で共演する時は、本番以外ではほとんど会話しないという。
野沢にとっては、収録の際のマイクに対する立ち方も役作りのひとつになっており、ドロンの吹替の時は大抵左端のマイクを使い、隣の相手役にも敢えて向き合わずに収録するという。その位置は「人と関わらない立ち位置」だといい、「いわば壁を作ってる感じで…相手役の台詞は聞きますが、相手役は見ないし、体も寄せてません。見ながらやると関わってしまうので…」という状態で演技することが多い。作品映像を見ながら演技する吹替現場において孤独な役を吹き替える際には「その位置だと、映像がいちばん遠くなるので合理的じゃないです。でも、そういう他人と関わらない位置でやらないと、やり辛い」とし、ドロンを吹き替える上での野沢流の“作法”を明かしている。
ドロン若き日の代表作『太陽がいっぱい』について、野沢は作品自体、またドロンの演技も高く評価している。この作品はテレビ放映の機会も多く、テレビ放映のために現在まで少なくとも6種の吹替が製作され、そのうち野沢は3度ドロンを担当している。2008年にこの映画のスペシャル・エディションDVDが製作され、「野沢ドロン」の吹替収録が決定、野沢は収録の候補になった1972年放映版と1984年放映版を久々に見直した。1972年版について野沢は「出だしのころの台詞なんて、気恥ずかしい出来です」と当時30代だった自分の演技の未熟さを振り返ったが、「『一攫千金を狙う貧乏な青年』の雰囲気は、下手なりに出ていたのかなあ」と懸命でもあったと評し、72年版で共演のモーリス・ロネを担当した堀勝之祐の芝居の見事さや、「サスペンスの雰囲気も出ていて、作品全体としては72年版の方が出来が良い」と最終的に72年版のDVDへの収録に同意したという（見直してみて、野沢自身、自分の演技としては84年版での演技のほうが納得できる部分もあると振り返っており、野沢没後の2017年12月に発売となった4Kリストアブルーレイ・同DVD版には72年版と84年版の両吹替が収録されている）。
2007年、テレビ東京にて『太陽がいっぱい』を「野沢ドロン」で新規収録する企画が決まり、局側から打診を受けた野沢は「（オリジナルの製作当時20代だった）あの頃のドロンに見合った声と気持ちで演じるのはもう無理」と70歳を翌年に控えた自分の年齢などから断ったが、「今電話でお聞きしてる声なら大丈夫、気持ちもやってみたらきっといけます、また新しくこの作品を作りましょう」と局側から口説かれ、収録に応じたと2008年6月のインタビューで語った。インタビュー当時野沢は自身3度めの『太陽がいっぱい』の仕上がりをまだ見ておらず「見るのが怖い」と明かしていたが、映画は08年7月に放映されている。
幼い頃父を亡くしたという経験がドロンと野沢には共通しており、野沢が生い立ちに言及した際は「共通点があるから、彼の作品を理解しやすいのかもしれない」と振り返っていた。
ドロンが日本で本国フランス以上ともいえる人気を博した理由についても野沢なりの分析を述べている。「（ドロンの映画には）泣かせ方というのか、物語に日本的情緒があって、彼は“信義や友情を大事にする熱い男”という役をずっと演じていた」と、当時の日本人に訴えかける男性像だったことを人気の要因として挙げた。また「彼の顔立ちも、本当に外国人という感じじゃなくて、日本人にもいそうな顔立ちだった」ことも観客には親近感があったのでは、と述べている。加えて1980年代のインタビューでは、「最近はアラン・ドロンが映画を撮っても、日本の劇場ではやらないです。お客が入らないらしくてね、今のお客さんとちょっとズレちゃった」とドロンの人気の衰えについても言及し、長く担当してきたドロンへの愛着を感じさせる回答を残している。
以上のように苦労もありながらも、ドロンの作品に多く共感できることや、約35年にもわたって関わり続けてきたことなどから「どれだけの人数を吹き替えてきたかわからないけど、アラン・ドロンが一番やりやすいです」と野沢は答えていた。
担当したドロン作品の中では、冒険活劇としての面白さから『黒いチューリップ』、『アラン・ドロンのゾロ』の2作、また作品の出来栄えに感銘を受けたとして『地下室のメロディ』を挙げ、また「演じていて面白かった」と『ブーメランのように』を、更に『高校教師』も印象に残る作品として選んでいる。
ドロンでの実績もあり、ロバート・レッドフォードなど、他にも多くの二枚目俳優を担当したが、約30年担当したレッドフォードについても「顔がきれいで印象を壊しちゃいけないから、タッチの強い台詞が言えない。いちばん難しい」と語っていた。マイクの位置について、野沢はレッドフォードを吹き替える際「（マイクが4本あったら）一番右のマイクに行き、共演者の皆が見える所で演じると、フランクな気持ちになって、楽になってやりやすい」としており、レッドフォードの役柄に応じ、ドロンを担当する際とはまた異なった工夫をして臨んでいた。

### アル・パチーノ
ドロンと並んで、アル・パチーノの吹替も日本人に一番馴染み深いフィックスとしてファンから高い支持を得ている野沢の持ち役の一つである。野沢は長年、各年代のパチーノの代表作をほぼすべて手がけた。パチーノの演技力について野沢は「僕が考える演技の枠を越えてます」と語って感嘆していた。
パチーノの出世作・代表作となった『ゴッドファーザーシリーズ』でのマイケル・コルレオーネ役は「段々とマフィアに染まっていくアル・パチーノの野沢の声の芝居が凄い」「インパクトが強く、後に字幕版で見た時よりも吹き替え版の方が良かったと思えるほどハイクオリティ」として高く評価されたことで、以降は3部作すべてを担当。3作目では長いブランクを経たことで、初回放送局が日本テレビ（『水曜ロードショー』）からフジテレビ（『ゴールデン洋画劇場』）へと変わっても野沢が続投した上、第3作のソフト版でも担当した
。
同シリーズにおいて、野沢は全作に渡ってパチーノを演じている唯一の人物であるが、1・2作目の市販ソフトに関してはそれまで山路和弘（DVD版）や森川智之（Blu-ray版）など野沢版とは異なるキャストによる新録版のみの収録に留まっており配役が統一されず、3作目を除くと野沢版のソフトでの鑑賞が不可能となっていた。本シリーズの野沢版はザ・シネマで現代にあわせてHD化・ワイド化（ノートリミングのビスタサイズ）が行われた上で放映されたのち、『ゴッドファーザー 吹替完全版 ブルーレイBOX [初回限定盤]』に当時の吹替台本を復刻・縮刷したものを付録として付属した上で全3作を収録したものを発売する予定であったが、中止となる。その後、2017年7月21日にNBCユニバーサル・エンターテイメントジャパンより発売された『ゴッドファーザー45周年記念ブルーレイBOX TV吹替初収録特別版』で初めて1作目の野沢版がソフトに収録されることとなった。なお2作目は5年間、野沢版はソフト未収録のままだったが、2022年発売予定の『ゴッドファーザー トリロジー 50thアニバーサリー4KUltraHD+ブルーレイセット』に同梱のBlu-rayディスクに収録されることが決定し、同年3月25日に発売されて、市販ソフトで三部作全てを野沢の吹替で視聴可能となった。
『ゴッドファーザー』で担当した際、パチーノの緻密な表現に接したことを「彼のひとつひとつの演技すべてにはっきりした解釈を要求されて『お前に演れるか？』と挑まれた思いだった。俳優として、人間としての洞察力まで試された経験」と画面の中のパチーノとの真剣勝負を振り返り、パチーノの演技水準が高いこともあって「芝居が読み取れなくて本当に大変。難しいんだけど、あの芝居に触れられたのはすごい刺激」と語っており、当3部作を「映画の面白さ、演じることの楽しさを一番経験した仕事」として、キャリアの中で一際思い入れの深い仕事に挙げている。パチーノ演ずるマイケルの父親ヴィトー・コルレオーネ役のマーロン・ブランドの吹替を担当した鈴木瑞穂は本作における野沢の演技について「シャープでキレの良いセリフまわしには驚かされ、まさに役にふさわしいと思いました。改めて声優の第一人者だったと思い出されます」と振り返っている。
なお『ゴッドファーザーシリーズ』で「ごくごく平凡な青年の声だった野沢が、パート3で年季の入ったボスを演じると途端にドスが効いており、マイケルと野沢の成長がシンクロした。（中略）『ゴッドファーザー』にも別の物語が生まれた」などと形容されるように、アル・パチーノ本人と同様に当初はクセのない抑えた演技をしていた野沢が、後年になるに従いアクの強い芝居を得意とするようになり、野沢とパチーノの芝居の傾向の変化が一致したことも含めて高く評価されている。
パチーノの吹替を担当した当初は「どうだ、俺うまいだろう」と得意になって演じていたと振り返っているが、後に野沢はニューヨークのブロードウェイでアル・パチーノ本人の出演する『アメリカン・バッファロー』の舞台を鑑賞する。その際、野沢はパチーノの凄まじいマシンガントークと肺活量に脱帽し、「あんたどこで息吸うの？ってくらい。あれ観ちゃうといけないね。巨人ですよ、まさに天才、ほんとに。狂気の如き演技。」とパチーノの技術を高く評価したと同時に、完全に圧倒されたと述べた。その後「この人と同じ芝居なんかやれない、俺には。どうしたもんだろってすごく悩むようになっちゃった。」と葛藤していたものの、とにかく取り組むしかないと感じ「彼がやっている芝居を日本語でそのまま再現できたら、役者としても面白いし意味もあるんだろうなぁ」と語り、その頃から真面目に、一生懸命に芝居をやるようになり、それからは「一作一作が闘い」もしくは「その人の演技との真剣勝負」という意識でアフレコに挑んでいたとのこと。
男性的で先頭に立つ役柄も多いパチーノの吹替の際は堂々たる雰囲気を心がけ「真ん中のマイクの前に立って、周りを睥睨するぐらいの気持ちでやらないと、雰囲気が出ない」という。
同業者間でも誰もが「アル・パチーノといえば野沢那智」と認識しており、パチーノのファンでもある辻谷耕史は、高校時代に鑑賞したパチーノの映画で吹き替えていた野沢を知って「機関銃のように喋っていて、とにかく凄かった」と初めて声優を意識したと語っているほか、上述の通り『ゴッドファーザー』を2001年の新録で担当した山路和弘は「さぁ、どうしようかな。僕は野沢那智さんみたいにはできないから」と苦悩があったことを明かしており、『ゴッドファーザー テレビ完全版』（テレビ吹替版放送時は「ゴッドファーザー・サガ」の題名だった）で一度だけパチーノを吹替えた山寺宏一は「パチーノといえば野沢那智さんなのに…」と「プレッシャーに潰されそう」になりながら懸命につとめたと述懐している。また、山寺がパチーノを演じたことを野沢が耳にしたと聞き、後に野沢と共演した際、山寺は恐縮していたが「お前なら許す」と言われ、本当に涙が出るほど嬉しかったといい、「頑張れよ」などの激励された時の言葉を一生忘れられない言葉として回想し、「まだまだ全然追いつけませんが、少しでも那智さんに近づけるように僕もがんばっていきたいと思います」と野沢が亡くなった際にコメントを残している。。『フェイク』で野沢のパチーノと共演するジョニー・デップを吹替えた平田広明も、年老いたパチーノを吹替える野沢の芝居を見て「これはやはり一緒に録らないと、那智さんの『圧』が直接ないとできないだろう」と確信し、感銘を受けたと述べた。2000年代前後にテレビ東京の『木曜洋画劇場』で旧作を放映する「20世紀名作シネマ」枠での新録版『スケアクロウ』（本作では野沢がパチーノを吹き替えた版は存在しない）において平田はパチーノを吹替えており、その際には「アル・パチーノをやったというよりも那智さんをやらせてもらった、みたいなイメージでとても嬉しかった」と感激したといい、これらのエピソードを踏まえた上で、「まだ新人の頃から一人前の役者として扱っていただいてすごく嬉しかったです。すごい自信になりますよね。大御所に名前を呼び捨てにされるというのはとっても嬉しいですね。『平田、芝居やってんのか』って。まだまだ教えてもらいたいことが沢山あったんですけどね」と悔やみつつ、野沢を偲んだ。
吹替の創生期から数々の大作洋画の吹替演出を担当した音響監督・演出家の大御所として知られ、『ゴッドファーザーシリーズ』日本テレビ版で初めて野沢をパチーノに起用した小林守夫は記憶に残っているベスト・フィックスとして野沢のパチーノを久米明のハンフリー・ボガートと共に挙げている。
2017年からオンデマンド配信されているNetflixのテレビドラマシリーズ『マインドハンター』の第1話では劇中においてパチーノの代表作である『狼たちの午後』が上映される場面が存在する。この日本語吹替版では野沢がパチーノを吹替えたフジテレビ版の吹替音声（1979年「ゴールデン洋画劇場」で初放映）が使用されている。
また、2022年からU-NEXTでオンデマンド配信されている『ゴッドファーザー』のパラマウント映画の製作について、マイケル・トルキンによって描かれたアメリカの伝記ドラマのミニシリーズである『ジ・オファー / ゴッドファーザーに賭けた男』にはアンソニー・イッポリート演ずる若き日のパチーノが登場しており、日本語吹替版では野沢の息子である野沢聡が演じた。
パチーノと同様に演技派俳優として名高いダスティン・ホフマンの吹替も数多く経験、ホフマンを吹替える時も「周りを見ながら演じられる位置」に立って収録すると野沢は語っている。また洋画劇場時代には上記2名と同様にオフ・ブロードウェイで初舞台を踏み、演技派として高い評価を受けているジェームズ・ウッズも持ち役にしており、ウッズの吹替に関しては「彼は普通のセリフの合間に変なブレスを入れて来るのでアテづらい」と難色を示していた。パチーノやホフマンなどの吹替の際は「疲れるけど、大声を出しても大丈夫」もしくは「声がどんなところから出ようが平気な感じがある」とも話して、彼らの芝居に寄り添うには思い切った表現も効果的だと考えており、ドロンなど正統派の二枚目を吹き替える場合との違いを明かしている。

### ジュリアーノ・ジェンマ
キャリア初期にはマカロニ・ウェスタンで活躍したトップスターである二枚目俳優ジュリアーノ・ジェンマも吹替の持ち役にしており、同じく西部劇に数多く声を当てた納谷悟朗や山田康雄、小林清志、大塚周夫らと共に映画番組でのマカロニ・ウェスタンの放映を支えた吹替役者の一人となった。先述の通り晩年には「アラン・ドロンが一番やりやすい」としていた野沢だが、当初はドロンの熱狂的ファンからの「なんで日本語にしたんだ」といった理不尽なクレームの電話に悩まされ、逆にドロンはやりづらかったと言い、それと対照的に一番やりやすいと告白していた俳優がジェンマであった。
野沢はジェンマが“モンゴメリー・ウッド”の芸名で活動していた時代の『夕陽の用心棒』、それから芸名を本名のジュリアーノ・ジェンマへと変えた後の『荒野の1ドル銀貨』『南から来た用心棒』『星空の用心棒』『怒りの荒野』といったジェンマの出世作・代表作を立て続けに吹替えており、『特攻大戦線』『バスタード』『タイタンの逆襲』などの非ウェスタン作品も担当。ほとんどの主演作を吹替え、ジェンマのフィックスとして定着した。
野沢は1970年代にジェンマが『ゴールデン・ボーイ 危機また危機』（1973）のプロモーションを兼ねて来日した際にNETの企画で対面し、ジェンマ本人からの公認を得ている。翌年のインタビューでは「ジェンマは去年の来日の際、NETで会いましたが、彼こそカントリー・ボーイって感じで嬉しかったねえ。本当に楽しそうな人ですね。彼の吹替えが一番やりやすいなあ。このままの声でやれるし、芝居のタッチも強く、セリフのメリハリが効きますから」と証言している。
また玄田哲章は、野沢が吹替えるジェンマを観ていて大変勉強になったといい「言葉の大切さ、言葉を前に出すという事」の大切さを実感したと述べ、ドロンと共に心に残った芝居のひとつとして野沢のジェンマを挙げた。
なお、野沢が吹替えを担当したジェンマの出演作のほとんどはインディーズ系作品であり、権利元も独立系配給会社であったことから、その権利の移行の際に吹替原版が引き継がれずに消失したり、放送局毎に松橋登（野沢に次いでジェンマの声を多く担当、主に日本テレビの映画番組で起用されていた）や柴田侊彦（『星空の用心棒』TBS版で担当、現在権利元に保管されているバージョンである）など、野沢以外の俳優による吹替が新規に制作され、リピートにはそちらの新録版が使用されることが増えていったために複数のバージョンの中で比較的制作年の古い野沢が吹き替えたものは年々放送される機会が減りつつあった。近年ではマカロニ・ウェスタン作品のソフト化にあたって過去のテレビ版吹替を収録する際には、ファンの声に応えてジェンマ＝野沢那智のバージョンの吹替版が捜索された上でセルソフトに収録される機会が多くなっている（主な例としては『荒野の1ドル銀貨』『続・荒野の1ドル銀貨』『さいはての用心棒』『怒りの荒野』『特攻大戦線』など）。

### デヴィッド・マッカラム
デヴィッド・マッカラムは高めの声で演じ、吹替草創期における低音のイメージを覆した俳優である。
俳協に移籍後、演出をやろうと考えていたため63年に劇団薔薇座も設立したことを機に「アテレコはもう辞めよう」と思い切って事務所に相談した際に「いいよ。でも最後に一つだけ、これ愛川欽也さんに決まってるんだけど、一応このオーディションだけ行ってきて」と『0011ナポレオン・ソロ』でマッカラムの演じるイリヤ・クリヤキン役をオファーされた。スタジオに入るとミキサールームにいた音響監督の男性が30秒ほど野沢を見つめた後、「よし、お前でやろう！　決めた！」と言い放ち「えっ、僕は辞めようと…」と言いたかったものの、俳協の代表で来たため辞めるわけにはいかず「とりあえずしゃべってみろ」ということになる。
野沢は「アテレコの声をいかにつくるか。見合いをするようなもので、僕は直感に頼ります」と語り、当時アテレコで主流だった低音ではなく、高く、はずむようなテンポの声を選択したという。当時、外国人は低音が売りの役者が多かったために、本人曰く「低音ブーム」と呼ばれていたと語っている。しかし、そこで野沢はマッカラムの顔を見た瞬間、「この人は低音じゃできないよな。若くてひょろひょろしてるし」と思い、どうしたらこれを吹き替えられるか考えたところ、低音の役者と比較的高めの声でとっさに思いついた「あわわ〜」という頭のてっぺんから出るような声で台詞を発した。すると音響監督には「よし、それで行こう。それで決まり」とこの声が認められて決まったが、「おい、毎週この（高め）声でねぇよ俺」と漏らすほど苦労していたとのこと。結局、辞めるわけにもいかなくなり、ドラマは5年ほど続いたが、本作のマッカラムの吹替えは野沢のアテレコ（吹き替え）人生における最大の転機となり、その後、洋画、アニメの仕事が次々舞い込んだ。

### ブルース・ウィリス
後年には、「日曜洋画劇場」で主に担当していたブルース・ウィリスを吹替がやりやすい俳優の一人として挙げていた。
ウィリスの代表作『ダイ・ハード』（「日曜洋画劇場」で1990年初放映）の吹替においては、オファーが来た際、「こんな太い首してる男を俺がどうやったらいいんだ」と困惑したものの、「野沢さんならこのブルース・ウィリスの気持ちがわかる」と説得され、参考としてアフレコ前に先に流通していた樋浦勉の吹替（ソフト版、もしくは機内上映版）を視聴し、研究してから収録に臨んだが、息子の野沢聡によると野沢は樋浦の演技を見て「俺にはこういう市井の労働者っぽいの出せない」と漏らしていたという。野沢の演技のほとんどがアドリブであり、細身ながらアクションを演じていたところ、酸欠を起こし、酸素ボンベ常用で演技したという。本作は野沢にとって印象的な仕事になり、野沢はいまだに台本を保存していると語った。この台本は、後に「吹替の帝王」レーベルで発売された『ダイ・ハード』に特典として縮小版が付録として付属した。本作でのウィリス演じる刑事ジョン・マクレーンは「人間臭くてユーモアを忘れないところが良い」と野沢のお気に入りのキャラクターのひとりで、野沢が亡くなるまでに製作されたシリーズ4作で吹き替えを担当。野沢に先んじてマクレーンを担当した樋浦も、野沢のバージョンについて「上手かった。それで流行って世の中に浸透した。那智さんが素っ頓狂にパッと行けたのは、彼の才能ですよね。だからこそ、お客さんが彼の吹替版のファンになっているというのもあるんでしょうね。」と高く評価している。
死去後2013年に公開された5作目では、マクレーンの息子役には実子である聡が起用され、マクレーン役は弟子に当たる中村秀利が野沢の後任として新たに担当した。その後は他作品でも中村がウィリスを複数回担当。また、中村も2014年に死去し、その後に行われた野沢のバージョンの追加録音などは岩崎ひろしが担当するようになっている。

### クリント・イーストウッド（代役）
山田康雄の没後、山田が吹替を担当していたクリント・イーストウッドをいくつかの作品で引き継いでいる。
イーストウッド作品で最初に吹き替えたのは『ザ・シークレット・サービス』（1996年「日曜洋画劇場」で初放映）。この作品の依頼の際、山田に似せて演技してほしいとスタッフから促され引き受けたものの、自分の芝居ができないことに悩み、結局録音は、山田に似せた演技と、“野沢イーストウッド”がそれぞれ含まれる仕上がりになった模様で、野沢は「半端な出来」と仕上がりを評し、この作品に関してやや後悔も感じられる感想を述べた。また、「結局演出の希望通りにすると、ヤスベエ（山田）の芝居を姑息に真似する結果になっちゃうし、意識しないように心がけてもやはり当人の芸を見てきてしまっただけに苦しい。それにイーストウッドの芝居はその感覚がつかみ難い」と難色を示している。ただ、その後もイーストウッドの吹替には関わっていた。

## 仕事に対する姿勢
野沢は声の基礎トレーニングを受けたことがあまりなかった。困ると思って考えたのが、クラシック音楽を口で歌うことであった。トランペットならトランペットの音、チェロが鳴ったらチェロの音など、全部を口真似して一曲丸ごと歌うという。発音だけでなく、発声のトレーニングもでき、音を真似するために、口はどう開け、舌はどう使うかを考えるという。喉が苦しくなったら、それは発声が悪いとのこと。雑誌『レコード芸術』でのインタビューで、トレーニングに用いたクラシック音楽のレコードコレクションを披露し「これだけレコード買ってなかったら、今頃はプールつきの家に住んでられたんですが」と茶目っ気あるコメントを残したこともある。また同じインタビューで本業が「舞台演出家」として紹介されており、彼の舞台への愛着も垣間見られる。
体の大きなマッチョ体形の男を初めて演じる際、「どうやってこの声を出したらいいんだ」と真剣に悩んだことがあった。そこで考えたのが、収録の前日にウイスキーを飲むことであった。すると声がしゃがれて野太くなるが、3時間も喋っていると、嗄れすぎてカサカサになるという。
野沢は他人から「声優」と呼ばれることに難色を示さなかったが、「声優である前に俳優である」との考えから、声優という言葉はあまり使わないようにしていた。声優を目指す若者には「自分の体で表現できる心をとらえられる役者になれ」と言っており、その結果、声の仕事が主になってもいいとのこと。インタビューなどにおいて、声優になれない声優志望者に対して「そういう人たちには俳優になろうという気がない（声優とは俳優の仕事の一部だということを理解していない）からだ」と苦言を呈したことがある。
野沢自身、極めて厳格な舞台演出家の顔を持ちつつ、吹替の現場に行けば一個の俳優というけじめを意識していたようで、『スピード』（テレビ朝日版）で野沢が演じる悪役のデニス・ホッパーと敵対する主演のキアヌ・リーブスを吹替えた宮本充は、「怒ったところを見たことがないというぐらい、陽気で優しい方でした。反面、御自身の仕事に関してはストイックな方なんだろうな。という印象です」と語り、「ダンディで、周りにすごく気を遣う方でした。いつもお洒落な服を着ていらして、アラン・ドロンのイメージがぴったりでした。常にセリフの練習をしていて、本番前にディレクターから『野沢さん、静かにしてください』と言われてました（笑）」と共演した当時の野沢について回想しており、ベテランながら仕事に懸命に取り組んでいた野沢の様子を偲ばせる。

## エピソード

### 待遇
かつては声優業のギャランティが法外に安く、デヴィッド・マッカラムの来日に合わせたイベントに際してテレビ局のハイヤーで移動中、追っかけのファンがタクシーで後を追ってくる様子を見て「俺はギャラ3700円のスターだ」と腹立たしくなったという。あまりにも安いギャランティに腹を立て、収録が終わったページを次々に破り捨てたこともあると語っている。だが、野沢いわく大先輩の俳優もやっていた行為で単に真似していただけという。
賢プロや劇団関係のゲストなどのイベントや舞台で、よく「ギャラの安さに怒りを覚え、日本一高い役者になってやると決意し、見事なった結果、仕事がなくなりました」と自らのギャランティのトップ水準を自虐的に語り笑いを誘うことがある。
山寺宏一の豪邸を見た野沢は「俺もギャラを片っ端から飲んでなければ山寺くらいの家が持てた」と発言している。

### 出演作品との関わり
『スター・ウォーズ・シリーズ』のC-3PO役は、英米の声優らが「野沢が適任」と語るほど特徴あるはまり役だった。日本語版製作にあたって、テレビ版とビデオ版とではキャストが代わることが多いが、このキャラクターはいずれも野沢が吹き替えている。関連イベントのプロモーションの音声も彼が手がけている。日本における『スター・ウォーズ』のイベントで野沢はC-3PO役のアンソニー・ダニエルズと対面したが、ダニエルズは通訳を無視して延々と自分の話を続けたため、野沢は「変な奴だった」と語っている。
後年、『スター・ウォーズ』新三部作が製作された際は担当声優が岩崎ひろしへと変更された。本国側のFOX・ルーカスフィルム担当者は旧作製作当時を知らない若手社員に交代しており、吹替版製作を役者の実力や芝居のフィットよりも、声質の近さを最優先事項とした。日本FOXおよび音声製作会社側は当初配役変更に猛反対し、日本における旧作公開の歴史や「野沢C-3PO」の知名度を説明したが、これが逆に本国側を硬化させることになったとされる。野沢本人も本件はショックであったらしく、インタビューなどにおいて外国映画日本語吹替版の質の低下を憂いている。また、同時期に旧三部作がテレビ放映された際に、3POの声を岩崎で録り直すこともあったが、現在DVD、ブルーレイに収録されている旧三部作最新版では一貫して野沢の声が使用されている。
『ベルサイユのばら』では、フェルゼン役に決まった直後に病気で倒れて入院し、初登場から数話だけ堀勝之祐が代役を務めた。初登場が代役というのは、きわめて異例である。また『Dr.スランプ アラレちゃん』のDr.マシリト役や『ガラスの仮面』の速水真澄役など、途中で変更になる場合もあった（後任はそれぞれマシリト：野田圭一、速水真澄：森功至）。『HELLSING』のアンデルセン神父役も、OVAで作り直された際には若本規夫に変更された。
『ルパン三世 パイロットフィルム』においては、野沢がルパン三世を演じていた。しかし、スケジュールの都合上から出演ができなくなり、結果としてルパン役は山田康雄が抜擢された。野沢は後に、「（山田康雄に変わったことは）大成功だと思ってる。ヤスベェで正解。」と語っている。また、山田とは口調が似ることがあったため、『スペースコブラ』でコブラ役のオファーが来たときは「似せないように演技しよう」と心掛けた。
ディズニー・チャンネルで放送された子供向け番組『ノック! ノック! ようこそベアーハウス』（原題：Bear in the Big Blue House）のベアー役は、実の息子である野沢聡（歌唱部分を担当）との二人一役であり、かつ唯一のアテレコにおける共演作となった。

### パックインミュージック
白石冬美とともにパーソナリティを務めた「パックインミュージック」は、「ナチチャコ（ナッチャコ）パック」「金パ（金曜パックインミュージック）」などの愛称で親しまれ、1967年の放送開始以来15年間続いた人気番組であった。ラジオで初めて白石と組んでパーソナリティを務めたのは、この『パック』が始まる6か月ほど前の1967年1月頃から放送された同じTBSラジオの30分の映画音楽番組『スクリーン・ミュージック』で、そこで台本から離れての二人のアドリブでの掛け合いが面白いと、ディレクターの熊沢敦に目を掛けられ、同局の深夜ラジオ番組『パックインミュージック』でパーソナリティとしてそのまま白石とのコンビで起用された。なお、野沢によれば「チャコ（白石）が自分を推薦したらしい」とのこと。しかし、放送開始当初の契約は「3ヶ月」であった。当初この「金パ」には、別のある有名タレントがパーソナリティとして起用されることが内定していたが、そのタレントがアメリカに渡っていて、その帰国が大幅に遅れることになったためによる3か月限りの代役の予定だったが、大きな好評を得てそのまま正式にレギュラーパーソナリティとなったという経緯がある。
野沢の第1回放送での第一声は、コールランプを非常サインと勘違いした「故障ですか、故障ですか」の大騒ぎ。NGを以てのスタートとなった。その酷過ぎる放送内容で自己嫌悪に陥った野沢は、とても3ヶ月も続かないと思いながら、TBSの前に来るラーメン屋台で泥酔して帰宅したという話がある。
その頃の野沢は、吹き替えも収録スタジオでもみんなの雑談に入れなかったくらいの恥ずかしがり屋で、自分でも何をしゃべったのか覚えていない、気がついたらCMになっていて、自分が無口だということを初めて知ったという。
DJに不馴れな最初期はCM中もサインに気付かず話し続けるなどNGを連発したが、番組自体は野沢の独特の言い回しなどから徐々に人気となる。初期は野沢が迷走的に話し続ける内容で作り手も苦しい状況だったが、リスナーに対して話題を求めるという当時としては画期的なシステムを編み出し、これによって番組は爆発的な人気を得る。また、番組に投書されるハガキの内容も独特なものが寄せられ話題を呼んだ。猥談から食事、趣味、思想と話題が多岐にわたり、「手紙に手紙が繋がっていく」（白石談）という状況も生み、15年間という異例のロングランとなった。
番組内で白石とのデュエット曲「テレホン・ラブ」と「青山レイニーナイト」をリリースした。
野沢は徹底した平和主義者であり、戦争・紛争、武力、暴力またはそれに関わる組織を嫌う。反戦活動をする作家や芸術家、芸能人らとも交流があり、それが番組の話題にもなった。そうした野沢の姿勢・発言から、一部からは「若者に有害な左翼放送である」とクレームが来たこともあるらしいが、投稿の内容にはあまり深くは立ち入りしない方針であった。過去に自殺をほのめかす投稿があり、それに対して行動を起こしたことで幻滅する結果を経験したからとのこと。
熱狂的なファンも多く、番組終了決定の際にはファンがTBSへ抗議のデモをかけるほどだったという。「人気は未だ上り坂で決して低迷はしておらず、局内の人事の都合で打ち切られた」と主張するファンも居たとされる。こういった声がある一方で、番組の初代ディレクターで番組終了決定時にはラジオ編成部で番組編成を担当していた熊沢敦は、「（パックインミュージック終了に至ったのは）比較的年齢の高いヤング層のラジオ離れがあり、他局と同じことをしていたのでは今後ジリ貧になる恐れがあったため、あえて終了という決断をした」と、番組終了の経緯を説明している。

### 劇団薔薇座
劇団薔薇座には数多くの俳優・声優が在籍した。その後のメンバーの活躍分野は多岐に渡り、安崎求のようにミュージカル分野で活躍する者から、岸野幸正のように自らの劇団を持ち舞台で活躍する者、玄田哲章や高島雅羅、鈴置洋孝のように洋画・アニメーションで売れていった者、菅谷勇のようにナレーションを得意分野とする者、戸田恵子のようなマルチタレントに位置する者など、多様な人材が育った。他には、有本欽隆、石塚運昇、いまむらのりお、江森浩子、椎橋重、志賀克也、鈴木清信、竹村拓、津久井教生、鉄炮塚葉子、田中完、富本牧子、豊田真治、中村秀利、難波圭一、筈見純など。
野沢の指導のスパルタぶりは凄まじく、当時その厳しさを知る人からは「演劇界の修羅」とまで評されていた。ダメ出しの際には「馬鹿」「死ね」などの罵声を容赦なく飛ばし、アルミ灰皿やパイプ椅子を投げつけ、当たりそうな時に避けると「なんで避けたんだ!!」と理不尽に怒鳴りつけることなども日常茶飯事であったという。そのため劇団も「那智」とひっかけて「ナチ収容所」など、散々なあだ名が付けられた。玄田によれば、野沢は稽古中サングラスを掛けサーベルを振り回していたこともあったといい、「サーベルを振ると凄い音がするんで、怖いんですよ」とも述懐している。また、野沢が演出する舞台に出演した井上和彦は、ダメ出しにピーナッツを投げつけられたという。戸田は「『他人に聞くな。自分で（演技をして）恥をかけ（そして学べ）』という言葉が口癖の、厳しい信条の持ち主だった」と語っている。公演中やリハーサル中に、劇場ロビーで玄田が倒れていたなどの話もある。鈴置は「ここを経験していたから頑張れた」と語り、石塚も当時の感想を「ハードすぎて生活できなかった」とコメントしている。野沢がパーソナリティを務めるラジオ番組では薔薇座の紹介もされていたのだが、その放送を参考に入団した者は「パーソナリティ・ナッちゃん」と「演出家・野沢那智」のギャップに圧倒され、「こりゃ詐欺だ」と嘆いていた。
教えを受けた玄田は演出家としての野沢について、笑いを交えながら「演出家として一言で言えば『しつこい』人。もう本当にしつこい。稽古時間って一応終了時間は決まってるんだけど、その時間通りに終わることは、まあないです。とにかく自分が満足するまでは気が済まない人なんです。」と極めて厳格かつ緻密な野沢の演出ぶりをインタヴューで述懐していた。晩年でも野沢の演技指導に対する厳しさは健在で、パフォーミング・アート・センターにおける講義の際は竹刀を持って指導に臨んでいたが、薔薇座時代のメンバー曰く、それでも薔薇座時代と比べてかなり優しく丁寧に指導していたとのこと。卒業生の杉村憲司によると、野沢自身が実演をした際に本人の声量の大きさでスピーカーが破損し、本人も気づかず、また生徒も指摘しなかったため授業にならなかったことも少なくなかったという。
指導の厳しさの一方、野沢は劇団員の評価にも努めていたようで、玄田に声の仕事を勧めるなど（玄田の項目参照）、能力を評価した劇団員たちの仕事の面倒もみていたという。

### 馬主として
声優業界でも数少ない馬主としても有名であり、野沢自身も競馬ファンであった。
生前の野沢は日本中央競馬会（JRA）に馬主登録をしており（名義は本名の「野澤那智（やすとも）」、登録服色：黒、黄襷、黄袖）、シンジュサンゴという名前の競走馬を所有していた。このシンジュサンゴという名前は、姪の直子の2人の娘（長女は前述の通り格闘家として活動）の本名に由来する。
また、その直子の父（那智の実兄）である野沢直哉も馬主であり、ユーワジェームス（1987年の第32回有馬記念2着。当時の社名は株式会社ユーワ）などを、実兄自身が創立した友和競走馬株式会社（後の株式会社ユーワ。その後株式会社ユーワライディングを経て、現在は株式会社東京ホースレーシング）名義で所有していた人物でもあった。ラジオ番組『野沢那智のハローモーニング』においては、毎回電話を通して実兄に競馬の話を聞いていた。なお、実兄は2006年のユーワライディングから東京ホースレーシングへの社名変更と同時に実施された経営体制の変更によって、現在は馬主業から撤退している。

## 出演
太字はメインキャラクター。

### 吹き替え

#### 担当俳優
アラン・ドロン
- 素晴らしき恋人たち（1969年、アルベール）※TBS版
- 黒いチューリップ（1970年、ジュリアン / ギヨーム）※TBS版
- お嬢さん、お手やわらかに!（1971年、ジュリアン・フェナル）※フジテレビ版
- 太陽がいっぱい（1972年、トム・リプリー）※フジテレビ版
- 地下室のメロディー（1972年、フランシス・ヴェルロット）※東京12ch版
- 生きる歓び（1973年、ユリス・セコムナット）※TBS版
- 栗色のマッドレー（1973年、ジュリアン）※東京12ch版
- シシリアン（1974年、ロジェ・サルテ）※東京12ch版
- ジェフ（1974年、ローラン）※NET版
- テキサス（1974年、ドン・アンドレア・バルタザール）※NET版
- レッド・サン（1975年、ゴーシュ）※TBS版
- さらば友よ（1975年、ディノ・バラン）※フジテレビ版
- 地下室のメロディー（1975年、フランシス・ヴェルロット）※NET版
- サムライ（1975年、ジェフ・コステロ）※NET版
- ボルサリーノ（1975年、ロッコ・シフレディ）※フジテレビ版
- 危険がいっぱい（1975年、マルク）※フジテレビ版
- 冒険者たち（1976年、マヌー・ボレリ）※フジテレビ版
- 黒いチューリップ（1976年、ジュリアン / ギヨーム）※NET版
- もういちど愛して（1976年、サイモン・メデュー神父）※NET版
- 暗殺者のメロディ（1976年、フランク・ジャクソン）※東京12ch版
- ビッグ・ガン（1976年、トニー・アルゼンタ）※NET版
- 高校教師（1976年、ダニエレ・ドミニチ）※NET版
- 暗黒街のふたり（1977年、ジーノ・ストラブリッギ）※テレビ朝日版
- ショック療法（1977年、ドクター・デビルス）※テレビ朝日版
- アラン・ドロンのゾロ（1977年、ゾロ / ディエゴ）※テレビ朝日旧版
- 個人生活（1978年、ジュリアン・ダンデュー）※テレビ朝日版
- 太陽が知っている（1978年、ジャン・ポール）※テレビ朝日版
- 泥棒を消せ（1978年、エディー・ペダック）※テレビ朝日版
- スコルピオ（1978年、ジーン・ローリエ / スコルピオ）※TBS版
- サムライ（1978年、ジェフ・コステロ）※東京12ch版
- フリック・ストーリー（1979年、ロジェ・ボルニッシュ）※テレビ朝日版
- 友よ静かに死ね（1979年、ロベール）※テレビ朝日版
- 黒いチューリップ（1980年、ジュリアン / ギヨーム）※東京12ch版
- ブーメランのように（1980年、ジャック・バトキン）※フジテレビ版
- エアポート'80（1982年、ポール・メトラン）※テレビ朝日版
- チェイサー（1983年、グザヴィエ）※日本テレビ版
- ボルサリーノ（1983年、ロッコ・シフレディ）※テレビ朝日版
- 太陽がいっぱい（1984年、トム・リプリー）※テレビ朝日版
- 復讐のビッグガン（1987年、ダニエル・プラット）※テレビ朝日版
- アラン・ドロンのゾロ（1989年、ゾロ / ディエゴ）※テレビ朝日新版
- 冒険者たち（1991年、マヌー・ボレリ）※テレビ東京版
- アラン・ドロン/私刑警察（1992年、ウジェーヌ・グランデル）※テレビ東京版
- 最後の標的（1993年、マルタン・テリエ）※テレビ朝日版
- カサノバ最後の恋（1993年、カサノヴァ）※ソフト版
- ハーフ・ア・チャンス（1999年、ジュリアン・ヴィニャル）※ソフト版
- アラン・ドロンの刑事物語（2004年、ファビオ・モンタル）※NHK版
- レッド・サン（2004年、ゴーシュ）※テレビ東京版
- 太陽がいっぱい（2008年、トム・リプリー）※テレビ東京版
- 世界のどっきり!ワールドカップ 『セレブどっきりイタリア編』（2008年、本人）

アル・パチーノ
- ゴッドファーザー・シリーズ（マイケル・コルレオーネ） 
  - ゴッドファーザー （1976年）※日本テレビ版
  - ゴッドファーザー PART II （1980年）※日本テレビ版
  - ゴッドファーザー PART III（1991年）※ソフト版
  - ゴッドファーザー PART III（1994年）※フジテレビ版

- セルピコ（1977年、フランク・セルピコ）※テレビ朝日版
- 狼たちの午後（1979年、ソニー・ウォルツィック）※フジテレビ版
- ジャスティス（1985年、アーサー・カークランド）※日本テレビ版
- セント・オブ・ウーマン/夢の香り（1993年、フランク・スレード中佐）※ソフト版
- 摩天楼を夢みて（1994年、リッキー・ローマ）※ソフト版
- カリートの道（1994年、カリート・“チャーリー”・ブリガンテ）※ソフト版
- 訣別の街（1997年、ジョン・パパス）※ソフト版
- フェイク（1998年、レフティー”ベンジャミン・ルッジェーロ）※旧ソフト版
- シー・オブ・ラブ（2001年、フランク・ケラー）※テレビ東京版
- ジーリ（2004年、スタークマン）※ソフト版
- インソムニア（2006年、ウィル・ドーマー）※テレビ東京版
- トゥー・フォー・ザ・マネー（2006年、ウォルター・エイブラムス）※ソフト版
- フェイク（2007年、レフティー”ベンジャミン・ルッジェーロ）※新ソフト版

アンソニー・ダニエルズ
- スター・ウォーズ・シリーズ（C-3PO） 
  - スター・ウォーズ エピソード4/新たなる希望（1983年）※日本テレビ旧版
  - スター・ウォーズ エピソード4/新たなる希望（1985年）※日本テレビ新版
  - スター・ウォーズ エピソード5/帝国の逆襲（1986年）※日本テレビ版
  - スター・ウォーズ エピソード6/ジェダイの帰還（1988年）※日本テレビ版
  - スター・ウォーズ エピソード4/新たなる 希望※ソフト版
  - スター・ウォーズ エピソード5/帝国の逆襲（1991年）※ソフト版
  - スター・ウォーズ エピソード6/ジェダイの帰還（1991年）※ソフト版

アンソニー・パーキンス
- 北海ハイジャック（1984年、ルー・クレーマー）※フジテレビ版
- ブラックホール（1984年、アレックス・デュラント博士）※フジテレビ版
- 北海ハイジャック（1988年、ルー・クレーマー）※テレビ朝日版
- クライム・オブ・パッション（1990年、ピーター・シェーン）※テレビ朝日版

ウィレム・デフォー
- ミシシッピー・バーニング（1992年、アラン・ウォード捜査官）※テレビ朝日版
- 今そこにある危機（1997年、ジョン・クラーク）※テレビ朝日版
- イングリッシュ・ペイシェント（1997年、デヴィッド・カラヴァッジョ）※ソフト版
- アメリカン・サイコ（2002年、ドナルド・キンボール）※ソフト版

ウォーレン・ベイティ
- 俺たちに明日はない（1974年、クライド・バロウ）※NET版
- 天国から来たチャンピオン（1983年、ジョー・ペンドルトン）※テレビ朝日版

クリストファー・ウォーケン
- 戦争の犬たち（1987年、ジェイミー・シャノン）※テレビ朝日版
- デッドゾーン（1989年、ジョニー・スミス）※テレビ朝日版
- 007 美しき獲物たち（1991年、マックス・ゾリン）※TBS版
- バットマン リターンズ（1994年、マックス・シュレック）※テレビ朝日版
- フューネラル（1997年、レイ・テンピオ）※ソフト版
- トゥルー・ロマンス（1999年、ヴィンセンツォ・ココッティ）※テレビ東京版
- マウス・ハント（2001年、シーザー）※TBS版
- カントリーベアーズ（2003年、リード・シンプル）※ソフト版

クリント・イーストウッド
- ザ・シークレット・サービス（1996年、フランク・ホリガン）※テレビ朝日版
- 目撃（2000年、ルーサー・ホイットニー）※テレビ朝日版
- トゥルー・クライム（2003年、スティーブ・エベレット）※日本テレビ版
- スペース カウボーイ（2004年、フランク・コーヴィン）※日本テレビ版
- NHK クローズアップ現代+ 76歳・映画にかける 〜クリント･イーストウッド監督に聞く〜（2006年、ボイスオーバー）

ジェフリー・ハンター
- 捜索者（マーティン・ポーリー）※NET版
- 誇り高き男（サッド）※TBS版

ジェームズ・ウッズ
- ワンス・アポン・ア・タイム・イン・アメリカ（1988年、マックス）※テレビ朝日版
- ザ・コップ（1989年、ロイド・ホプキンス）※テレビ朝日版
- ハード・ウェイ（1996年、ジョン・モス刑事）※テレビ朝日版
- ヴァンパイア/最期の聖戦（2002年、ジャック・クロウ）※テレビ東京版

ジェームズ・ディーン
- ジャイアンツ（1974年、ジェット・リンク）※NET版
- エデンの東（1982年、ケイレブ）※テレビ朝日版
- ジャイアンツ（1983年、ジェット・リンク）※TBS版

ジュリアーノ・ジェンマ
- 星空の用心棒（1970年、テッド・バーネット）※NET版
- 怒りの荒野（1970年、スコット・マリー）※NET版
- 南から来た用心棒（1971年、アリゾナ・コルト）※NET版
- さいはての用心棒（1971年、ゲイリー・ダイヤモンド）※NET版
- 怒りの用心棒（1973年、ビル・ウィラー）※NET版
- 荒野の一つ星（1973年、ゲイリー・ライアン）※フジテレビ版
- 怒りの荒野（1974年、スコット・マリー）※TBS版
- 暁のガンマン（1974年、ティム）※NET版
- 荒野の1ドル銀貨（1974年、ゲイリー・オハラ）※TBS版
- バスタード（1975年、ジェイソン）※NET版
- 夕陽の用心棒（1975年、リンゴー）※TBS版
- さいはての用心棒（1975年、ゲイリー・ダイヤモンド）※TBS版
- 荒野の大活劇（1975年、モンティ）※NET版
- 南から来た用心棒（1975年、アリゾナ・コルト）※TBS版
- タイタンの逆襲（1977年、クリオス）※フジテレビ版
- 特攻大戦線（1977年、シルヴィオ・コルバリ）※フジテレビ版
- 荒野の一つ星（1981年、ゲイリー・ライアン）※東京12ch版
- 続・荒野の1ドル銀貨（1984年、モンゴメリー・ブラウン / リンゴ）※テレビ東京版
- 白熱マフィア戦争/皆殺しの抗争（不明、ヴィト・ガルガノ）
- ミラノの恋人（不明、ヌッロ・ブランツィ）

ダスティン・ホフマン
- 卒業（不明、ベンジャミン・ブラドック）※機内上映版
- アルフレード・アルフレード（1978年、アルフレード）※日本テレビ版
- 大統領の陰謀（1980年、カール・バーンスタイン）※TBS版
- マラソンマン（1980年、トーマス・バビントン）※テレビ朝日版
- レニー・ブルース（1981年、レニー・ブルース）※TBS版
- 真夜中のカーボーイ（1983年、エンリコ・サルヴァトレ）※TBS版
- トッツィー（1984年、マイケル・ドーシー / ドロシー・マイケルズ）※機内上映版
- レインマン（1989年、レイモンド・バビット）※ソフト版
- アウトブレイク（1995年、サム・ダニエルズ大佐）※ソフト版
- ヒーロー/靴をなくした天使（1997年、バーナード・“バーニー”・ラプラント）※日本テレビ版
- コンフィデンス（2004年、ウィンストン・キング）※ソフト版
- 世界のどっきり!ワールドカップ 『セレブどっきりイタリア編』（2008年、本人）

デヴィッド・マッカラム
- 0011ナポレオン・ソロ（1965年−1970年、イリヤ・クリヤキン）※日本テレビ版
- コルディッツ大脱走（1974年、サイモン・カーター）※日本テレビ版
- モスキート爆撃隊（1975年、クイント・マンロー）※TBS版
- 電撃マフィア大追跡（不明、ソル・マドリッド）
- 透明人間（不明、ダニエル・ウエスティン博士）※フジテレビ版
- 国際二重スパイ/SF恐怖の頭脳交換（不明、ヒレル・モンドロー）※テレビ東京版
- 弁護士ペリー・メイスン（不明、フィリップ）
- 600万ドルの男/ミサイル大爆発! 核兵器売ります（不明、アレクシス・カスロフ）

デニス・ホッパー
- コンフリクト（1960年、エド・ノヴァク）※NHK版
- スピード（1997年、ハワード・ペイン）※テレビ朝日版

トロイ・ドナヒュー
- 避暑地の出来事（1968年、ジョニー・ハンター）※NET版
- 遠い喇叭（1969年、マット・ハザード）※NET版
- 恋愛専科（1969年、ドン・ポーター）※NET版
- 二十歳の火遊び（1970年、パリッシュ・マクレーン）※NET版
- スーザンの恋（1970年、ホイト・ブレッカー）※NET版
- 遠い喇叭（1972年、マット・ハザード）※フジテレビ版

ピーター・ウェラー
- シェイクダウン（1990年、ローランド・ダルトン）※テレビ東京版
- バカルー・バンザイの8次元ギャラクシー（1991年、バカルー・バンザイ）※テレビ東京版

ビル・ナイ
- ラブ・アクチュアリー（2004年、ビリー・マック）※ソフト版
- ショーン・オブ・ザ・デッド（2004年、フィリップ）※ソフト版
- ホット・ファズ -俺たちスーパーポリスメン!-（2008年、ケネス警部）※ソフト版

ブルース・ウィリス
- ダイ・ハード・シリーズ（ジョン・マクレーン） 
  - ダイ・ハード（1990年）※テレビ朝日版
  - ダイ・ハード2（1994年）※テレビ朝日版
  - ダイ・ハード3 （1999年）※テレビ朝日版
  - ダイ・ハード4.0（2007年）※劇場公開版

- 薔薇の素顔（1995年、ビル・キャパ）※ソフト版
- ハドソン・ホーク（1997年、エディ・“ハドソン・ホーク”・ホーキンス）※日本テレビ版
- ラスト・ボーイスカウト（1998年、ジョー・ハレンベック）※テレビ朝日版
- ラストマン・スタンディング（1998年、ジョン・スミス）※テレビ朝日版
- スリー・リバーズ（1999年、トム・ハーディ）※テレビ朝日版
- ジャッカル（2000年、ジャッカル）※日本テレビ版
- ブレックファースト・オブ・チャンピオンズ（2000年、ドウェイン・フーヴァー）※ソフト版
- マーキュリー・ライジング（2001年、アート・ジェフリーズ）※テレビ朝日版
- フィフス・エレメント（2002年、コーベン・ダラス）※テレビ朝日版
- アンブレイカブル（2005年、デヴィッド・ダン）※テレビ東京版
- 16ブロック（2009年、ジャック・モーズリー）※テレビ朝日版

ヘルムート・バーガー
- 雨のエトランゼ（1979年、アラン・ルボン）※TBS版
- ルートヴィヒ（1983年、ルートヴィヒ2世）※関西テレビ版
- 家族の肖像（1987年、コンラッド）※日本テレビ版

マイケル・サラザン
- 猫（不明、ワイリイ）
- ピースキーパー（1998年、ダグラス・マーフィー中佐）※ソフト版

マイケル・パークス
- 真昼の衝動（1977年、シュアー・ショット）※テレビ朝日版
- キラー・ビー（1979年、ジェフ・デュランド博士）※フジテレビ版

ライアン・オニール
- ザ・ドライバー（1980年、男〈ザ・ドライバー〉）※日本テレビ版
- デスパレートな妻たち ※NHK版
  - 第13話 『大人の分別』（2005年、ロドニー・スカーボ）

ロバート・デ・ニーロ
- ニューヨーク・ニューヨーク（1982年、ジミー・ドイル）※TBS版
- グッドフェローズ（1991年、ジミー・バーク）※ソフト版
- レナードの朝（1996年、レナード・ロウ）※日本テレビ版
- スコア（2002年、ニコラス・ウェルズ）※ソフト版

ロバート・レッドフォード
- 裸足で散歩（1973年、ポール・ブラッター）※東京12ch版
- ホット・ロック（1974年、ジョン・ドートマンダー）※フジテレビ版
- 夕陽に向って走れ（1974年、クリストファー・クーパー）※テレビ朝日版
- 裸足で散歩（1979年、ポール・ブラッター）※テレビ朝日版
- コンドル（1980年、ジョセフ・ターナー / コンドル）※テレビ朝日旧版
- 候補者ビル・マッケイ（1980年、ビル・マッケイ）※テレビ朝日版
- 出逢い（1985年、サニー）※テレビ朝日版
- ブルベイカー（1986年、ヘンリー・ブルベイカー）※日本テレビ版
- 夜霧のマンハッタン（1986年、トム・ローガン）※JAL機内版
- コンドル（1987年、ジョセフ・ターナー / コンドル）※テレビ朝日新版
- ナチュラル（1989年、ロイ・ハブス）※テレビ朝日版
- 愛と哀しみの果て（1989年、デニス・フィンチ・ハットン）※日本テレビ版
- ハバナ（1991年、ジャック・ウェイル）※ソフト版
- スニーカーズ（1993年、マーティン・ビショップ）※ソフト版
- 幸福の条件（1993年、ジョン・ゲージ）※ソフト版
- アンカーウーマン（1996年、ウォーレン・ジャスティス）※ソフト版
- 幸福の条件（1997年、ジョン・ゲージ）※日本テレビ版
- スパイ・ゲーム（2001年、ネイサン・ミュアー）※ソフト版
- ラスト・キャッスル（2003年、ユージーン・アーウィン元中将）※ソフト版
- 二重誘拐（2005年、ウェイン・ヘイズ）※ソフト版
- 明日に向って撃て!（不明、サンダンス・キッド）※機内上映版
- 追憶（不明、ハベル･ガードナー）※機内上映版

#### 映画
時期不明
- キャメロット（アーサー王〈リチャード・ハリス〉）
- 彼らは馬で西へ行く（アレン・シュウォード〈ロバート・フランシス〉）
- 波止場の弾痕（ハリー〈レスリー・フィリップス〉、男、警官、刑事）※フジテレビ版

1964年
- 歩いて馬で自動車で（ヴェノム〈ジャン＝ポール・ベルモンド〉）※フジテレビ版
- 壮烈第六軍!最後の戦線（モスクワ放送のアナウンス）※日本テレビ版

1966年
- 帰郷（モンク〈キャメロン・ミッチェル〉）※NET版

1969年
- 白鳥（ニコラス・アギー〈ルイ・ジュールダン〉）※NHK版
- ベニスと月とあなた（トーニ〈ニーノ・マンフレディ〉）※NHK版

1974年
- 復讐の裁判!?マレーの虎・山下将軍の悲劇（リール大尉〈ピーター・ストラウス〉）※日本テレビ版
- レーサー（ルー・アーディング〈ロバート・ワグナー〉）※フジテレビ版
- 帰らざる勇者（ジョン〈デヴィッド・ヘミングス〉）※東京12ch版

1975年
- 激突!（ラジオのパーソナリティー〈ディック・ウィッティントン〉）※NET版

1976年
- 傷だらけの帝王（アルド〈ジョー・ダレッサンドロ〉）※東京12ch版

1977年
- 潜行（デビッド・フレイザー〈クリフ・ロバートソン〉）※TBS版

1978年
- 真説西部英雄伝（ワイルド・ビル・ヒコック〈ベン・マーフィ〉）※NHK版
- エアプレーン超高層ビル激突（マーク・ゲイツ〈クリストファー・ミッチャム〉）※テレビ朝日版

1979年
- タワーリング・インフェルノ（ロジャー・シモンズ〈リチャード・チェンバレン〉）※フジテレビ版
- ダーティハリー2（ジョン・デイヴィス〈デヴィッド・ソウル〉）※フジテレビ版

1980年
- 大西部無頼列伝（バランタイン〈ディーン・リード〉）※東京12ch版

1981年
- バニシング・ポイント（コワルスキー〈バリー・ニューマン〉）※LD版
- マペットの夢みるハリウッド（ブンゼン、ズート）※LD版

1982年
- ヒンデンブルク（マルティン・フォーゲル〈ロイ・シネス〉）※日本テレビ版

1983年
- エビータ（フアン・ペロン〈ジェームズ・ファレンティノ〉）※テレビ朝日版
- U・ボート（ヴェルナー少尉〈ヘルベルト・グレーネマイヤー〉）※フジテレビ版
- オール・ザット・ジャズ（ジョー・ギデオン〈ロイ・シャイダー〉）※テレビ朝日版

1984年
- ディア・ハンター（スティーヴン〈ジョン・サヴェージ〉）※フジテレビ版
- プリティ・ベビー（ベロック〈キース・キャラダイン〉）※テレビ朝日版

1985年
- タイム・アフター・タイム（H・G・ウェルズ〈マルコム・マクダウェル〉）※テレビ朝日版

1986年
- スーパーガール（ザルター〈ピーター・オトゥール〉）※フジテレビ版

1988年
- ソフィーの選択（ネイサン〈ケヴィン・クライン〉）※日本テレビ版

1989年
- マイアミ殺人事件（マルコム・アンダーソン〈カート・ラッセル〉）※テレビ朝日版
- 火龍（溥儀〈レオン・カーフェイ〉）※日本テレビ版

1990年
- 殺人魚フライングキラー（スティーヴ〈ランス・ヘンリクセン〉）※テレビ朝日版

1991年
- 恋人たちの予感（ハリー・バーンズ〈ビリー・クリスタル〉）※日本テレビ版
- フラットライナーズ（デヴィッド・ラブレシオ〈ケヴィン・ベーコン〉）※ソフト版
- ミラーズ・クロッシング（トム・レーガン〈ガブリエル・バーン〉）※ソフト版

1993年
- ザ・フラッシュ2/超音速のSFヒーローに謎の怪人が逆襲 （ジェシー / トリックスター〈マーク・ハミル〉）※テレビ朝日版
- テキーラ・サンライズ（マック〈メル・ギブソン〉）※フジテレビ版
- 1492 コロンブス（アロハス〈カリオ・セイラム〉）※日本テレビ版

1994年
- グレムリン2 新・種・誕・生（ダニエル・クランプ〈ジョン・グローヴァー〉）※テレビ朝日版
- ダメージ（スティーヴン・フレミング〈ジェレミー・アイアンズ〉）※テレビ東京版

1995年
- ティファニーで朝食を（ポール・バージャク〈ジョージ・ペパード〉）※日本テレビ版
- ブラインド・フューリー（ニック・パーカー〈ルトガー・ハウアー〉）※日本テレビ版

1996年
- セブン（ジョン・ドゥ〈ケヴィン・スペイシー〉）※ソフト版
- フォー・ルームス（シグフリード〈デヴィッド・プローヴァル〉）※ソフト版
- ハイダウェイ（ハッチ〈ジェフ・ゴールドブラム〉）※ソフト版
- フロム・ダスク・ティル・ドーン（セス・ゲッコー〈ジョージ・クルーニー〉）※ソフト版
- ジム・キャリーはMr.ダマー（ハリー・ダン〈ジェフ・ダニエルズ〉）※ソフト版

1997年
- 史上最大の作戦（ルーズベルト准将〈ヘンリー・フォンダ〉）※テレビ東京版

1998年
- バスキア（アンディ・ウォーホル〈デヴィッド・ボウイ〉）※ソフト版
- 恋におぼれて（アントン〈チェッキー・カリョ〉）※ソフト版
- ジャッカルの日（ジャッカル〈エドワード・フォックス〉）※テレビ東京版
- 世界中がアイ・ラヴ・ユー（ジョー〈ウディ・アレン〉）※ソフト版

2000年
- 大脱走（ラムゼイ〈ジェームズ・ドナルド〉）※テレビ東京版

2001年
- マスク・オブ・ゾロ（ドン・ラファエル・モンテロ〈スチュアート・ウィルソン〉）※日本テレビ版

2002年
- メン・イン・ブラック2（マニックス〈ブラッド・アブレル〉）※劇場公開版
- アメリ（ナレーション〈アンドレ・デュソリエ〉）※ソフト版
- ティファニーで朝食を（ポール・バージャク〈ジョージ・ペパード〉）※ソフト版
- スノーホワイト/白雪姫（ウェンズデー〈ヴィンセント・スキャヴェリ〉）※NHK版

2003年
- ダークシティ（フランク・バムステッド警部〈ウィリアム・ハート〉）※フジテレビ版
- 乱気流/ファイナル・ミッション（バレット〈マイケル・ハリス〉）※フジテレビ版

2004年
- メイフィールドの怪人たち（マーク・ラムズフィールド〈ブルース・ダーン〉）※ソフト版

2005年
- キング・アーサー（マーリン〈スティーヴン・ディレイン〉）※ソフト版
- エネミー・ライン（フアン・ミゲル・ピケ提督〈ジョアキム・デ・アルメイダ〉）※フジテレビ版

2007年
- バイオハザードII アポカリプス（ケイン少佐〈トーマス・クレッチマン〉）※フジテレビ版
- ボーン・スプレマシー（アレクサンダー〈クリス・クーパー〉）※日本テレビ版

2008年
- コンスタンティン（サタン〈ピーター・ストーメア〉）※テレビ朝日版
- 団塊ボーイズ（ダミアン・ブレード〈ピーター・フォンダ〉）※ソフト版

#### ドラマ
時期不明
- 百万ドルをとり返せ!（スティーブン・ブラッドレー〈エド・ベグリー・Jr〉）

1964年
- トワイライト・ゾーン ※TBS版
  - 第80話 『日本軍の洞窟』（カテル中尉〈ディーン・ストックウェル〉）
  - 第87話『ピアノの怪』（グレゴリー・ウォーカー〈ドン・デュラント〉）

1965年
- バークレー牧場（1965年−1970年、ヒース・バークレー〈リー・メジャース〉）※NET版

1966年
- トワイライト・ゾーン ※TBS版
  - 第110話『人形の家で』（チャーリー・パークス〈ロバート・デュヴァル〉）
  - 第119話『霧に消えた船』（アラン・ランサム〈リー・フィリップス〉）

1967年
- トワイライト・ゾーン ※TBS版
  - 第130話『幻の騎兵隊』（マイケル・マクラスキー一等兵〈ランディ・ブーム〉）
  - 第138話『黒い訪問者』（スコット〈リー・キンソルビング〉）

- 逃亡者 ※TBS版
  - 第110話『カーニバルの夜』（マッキャフレイ〈ドン・ダビンズ〉）
  - 第119話『裁きの日（前編）』（ナット・ハリス〈スキップ・ウォード〉）

1968年
- ラット・パトロール（1968年−1969年、マーク・T・ヒッチコック一等兵〈ローレンス・P・ケイシー〉）※NET版

1971年
- インターン（グレッグ・ペティット医師〈ステファン・ブルックス〉）※TBS版

1973年
- 刑事コロンボ  ※NHK版
  - 第8話『死の方程式』（ロジャー・スタンフォード〈ロディ・マクドウォール〉）

1978年
- マネー・チェンジャース/銀行王国 （マイルズ・イースティン〈ティモシー・ボトムズ〉）※NHK版

1979年
- ルーツ2 （ハミルトン・テン・エイク大尉〈ジョン・ルービンスタイン〉）※テレビ朝日版

1980年
- 将軍アイク（オマール・ブラッドレー〈リチャード・ハード〉）※NHK版

1983年
- 戦争の嵐 （レスリー・スロート〈デヴィッド・デュークス〉）※テレビ朝日版

1985年
- 警察署長 ※NHK版
  - 第2話『展開編 死のゲーム』（サニー・バッツ〈ブラッド・デイヴィス〉）

1986年
- こちらブルームーン探偵社 ※NHK版
  - 第5話『人気DJのスキャンダル』（ポール・マッケーン〈グレッグ・ヘンリー〉）

1988年
- シャーロック・ホームズの冒険 ※NHK版
  - 第18話『修道院屋敷』（ジャック・クロッカー〈オリヴァー・トビアス〉）

1991年
- 新スパイ大作戦
  - 第34話『黄金の蛇』（プリンス・セリム〈パトリック・ビショップ〉）

1993年
- 新刑事コロンボ ※日本テレビ版
  - 第1話『汚れた超能力』（エリオット・ブレイク〈アンソニー・アンドリュース〉）

1994年
- アボンリーへの道 ※NHK版
  - 第18話『はるか昔の恋』（ロムニー・ペンハロー〈ピーター・コヨーテ〉）

1995年
- ロボコップ ザ・シリーズ ※日本テレビ版（モラード博士〈クリフ・デ・ヤング〉）
- 新スタートレック
  - 第166話『愛の亡霊』（ロニン〈ダンカン・レガー〉）　

- 三国志演義（司馬懿〈唐振環、魏宗万〉）※NHK版
- 新アウターリミッツ ※WOWOW版
  - 第2話『機械仕掛けのジェラシー』（フランク・ヘルナー〈ウィリアム・サドラー〉）

- ヤングライダーズ ※NHK版
  - 第51話 『アイクの死』（ネビル〈マイケル・ハリス〉）

1997年
- 刑事ナッシュ・ブリッジス（1997年−2002年、ナッシュ・ブリジッス〈ドン・ジョンソン〉）※テレビ東京版

2001年
- ノック! ノック! ようこそベアーハウス（2001年−2006年、ベアー〈ノエル・マクニール〉）※会話部分のみ、歌唱部分は野沢聡

2002年
- スコールズ・ブライドル/鉄の枷（ハーマー署長〈マイルズ・アンダーソン〉）※NHK版

2003年
- アリー my Love ※NHK版
  - 第100話『100粒の涙』（ハーベイ・ホール〈ジョー・レガルブート〉）

- ER緊急救命室（2003年 − 2005年、ジャック・カーター〈マイケル・グロス〉）※NHK版

2004年
- スティーヴン・キングのキングダム・ホスピタル（ステグマン医師〈ブルース・デイヴィソン〉）

2005年
- エイリアス  ※NHK版
  - 第43話『ウィルに迫る罠』（ハンス・ユルゲン博士〈ロバート・ジョイ〉）

#### アニメ
1970年
- チキチキマシン猛レース（実況ナレーター）

1975年
- チャーリー・ブラウンとスヌーピー（谷啓版）（1975年 - 1976年、ライナス・ヴァンペルト）

2005年
- チキン・リトル（ターキー・ラーキー市長〈ドン・ノッツ〉）

2006年
- トムとジェリー ワイルドスピード（ばあちゃん〈チャーリー・アドラー〉）

#### 人形劇
時期不明
- マペットの夢みるハリウッド（ブンゼン、ゲートのガードマン〈ブルース・カービー〉）※LD版

1964年
- 海底大戦争 スティングレイ
  - 第32話『あっ!時限爆弾』（守衛）

1965年
- スーパーカー ※フジテレビ版 
  - 第1話 『海のSOS』（ラジオアナウンサー）
  - 第5話 『危険なカプセル』（無線の声）
  - 第7話 『盗まれた設計図』（プロセール研究所々長）

1966年
- サンダーバード ※NHK版
  - 第20話『オートレーサー・アランの危機』（実況アナウンサー）

1968年
- キャプテン・スカーレット（グリーン少尉〈サイ・グラント〉）※TBS版

1981年
- マペット・ショー（ブンゼン〈デーヴ・ゲルツ〉）※テレビ朝日版

### テレビアニメ
1963年
- 鉄腕アトム（第1作）（ヒューチャー）

1964年
- 狼少年ケン
- ビッグX

1965年
- ジャングル大帝

1967年
- 悟空の大冒険（三蔵法師）
- マッハGoGoGo（キムク）
- リボンの騎士

1968年
- アニマル1（山彦正）
- 怪物くん（フニャラ）
- 巨人の星（1968年 - 1969年）

1969年
- 海底少年マリン（ガラリン）
- 佐武と市捕物控（友吉）
- どろろ（百鬼丸）

1972年
- 科学忍者隊ガッチャマン（男）

1978年
- 新・エースをねらえ!（宗方仁）

1979年
- アニメーション紀行 マルコ・ポーロの冒険（ガザン・ハーン）
- 海底超特急マリン・エクスプレス（ブラック・ジャック）
- ベルサイユのばら（1979年 - 1980年、フェルゼン）

1980年
- 釣りキチ三平（鮎川魚紳）

1981年
- 恐怖伝説 怪奇!フランケンシュタイン（ビクトル博士）
- 姿三四郎（矢野正五郎）
- 鉄腕アトム（第2作）（ブラック・ジャック）
- ブレーメン4 地獄の中の天使たち（ブラック・ジャック）

1982年
- アンドロメダ・ストーリーズ（ミラン）
- スペースコブラ（1982年 - 1983年、コブラ）
- Dr.スランプ アラレちゃん（1982年 - 1984年、マシリト）
- 吾輩は猫である（水島寒月）

1984年
- ガラスの仮面（速水真澄〈初代〉）

1992年
- 藤子不二雄Aのさすらいくん（さすらいくん）

1993年
- ルパン三世 ルパン暗殺指令（クローズ）

1994年
- 機動武闘伝Gガンダム（サイ・サイシーの父）

1996年
- いじわるばあさん（1996年）（伊知割イシ）
- それいけ!アンパンマン（1996年 - 2004年、エチケットマン〈初代〉、バームクーヘンさん〈初代〉）
- ルパン三世 トワイライト☆ジェミニの秘密（貞千代）

1998年
- 吸血姫美夕（曽根浩志）

1999年
- アレクサンダー戦記（アリストテレス）
- モンスターファーム〜円盤石の秘密〜（ビンチョー）

2000年
- 学校の怪談（タクシーの運転手の霊）
- サクラ大戦TV（真宮寺一馬 / 鬼王）

2001年
- サラリーマン金太郎（黒川優作）
- 週刊ストーリーランド（篠崎和彦）
- HELLSING（アレクサンド・アンデルセン神父）

2002年
- アソボット戦記五九（出門龍太郎）
- 花田少年史（花田徳次郎）
- 魔王ダンテ（サタン）

2003年
- SPACE PIRATE CAPTAIN HERLOCK（ドクターゼロ）

2004年
- 銀河鉄道物語（キンデリック）
- RAGNAROK THE ANIMATION（ゼフェル）

2005年
- 戦国英雄伝説 新釈 眞田十勇士 The Animation（大久保石見守長安）
- ブラック・ジャック（琵琶丸）
- MONSTER（フランツ・ボナパルタ / ポッペ）

2006年
- ポケットモンスター アドバンスジェネレーション（ウコン）
- 名探偵コナン（力石健吾）

2007年
- エル・カザド（老人）
- CLAYMORE（リムト）
- 結界師（松戸平介）
- Devil May Cry（シド〈悪魔〉）
- メイプルストーリー（ザッタマン）

2008年
- RD 潜脳調査室（一之瀬カズネ）
- スケアクロウマン（アンディ）
- To LOVEる -とらぶる-（父ちゃん）
- もっけ（木魅）

2009年
- 蒼天航路（曹騰）
- ねぎぼうずのあさたろう（みそだまのでんごろう）

### 劇場アニメ
1970年代
- クレオパトラ（1970年、オクタビアン）
- エースをねらえ!（1979年、宗方仁）

1980年代
- ヤマトよ永遠に（1980年、アルフォン少尉）
- 1000年女王（1982年、ドクター・ファラ）
- Dr.スランプ アラレちゃん ほよよ!世界一周大レース（1983年）
- SF新世紀レンズマン（1984年、ウォーゼル）
- 綿の国星（1984年、ラフィエル）
- ドラゴンボール 魔神城のねむり姫（1987年、ルシフェル）

1990年代
- クレヨンしんちゃん アクション仮面VSハイグレ魔王（1993年、ハイグレ魔王）
- APO APOワールド ジャイアント馬場90分一本勝負（1996年、ドワルスキー）
- ルパン三世 DEAD OR ALIVE（1996年、クライシス）
- ヘルメス－愛は風の如く（1997年、ヘシス）

2000年代
- アレクサンダー戦記（2000年、アリストテレス）
- 太陽の法 エル・カンターレへの道（2000年、ジョエル、宇宙人、男C）
- ONE PIECE（2000年、ウーナン）
- 黄金の法 エル・カンターレの歴史観（2003年、ダイバダッタ）
- 劇場版 NARUTO -ナルト- 大激突!幻の地底遺跡だってばよ（2005年、カヒコ）
- ブラック・ジャック ふたりの黒い医者（2005年、琵琶丸）
- Dr.マシリト アバレちゃん（2007年、Dr.マシリトJr）
- よなよなペンギン（2009年、おじさんたち）

### OVA
1968年
- どろろ パイロットフィルム（百鬼丸）

1969年
- ルパン三世 パイロットフィルム（シネマスコープ版）（ルパン三世）

1986年
- アイ・シティ（ライデン）

1988年
- エースをねらえ!2（宗方仁）
- 悪魔の花嫁 蘭の組曲（デイモス）
- 日本のおばけ話「のっぺらぼう」（正八、おしょう、女、そばや、かみさん、赤ん坊、ナレーター）

1989年
- エースをねらえ!ファイナルステージ（宗方仁）
- 華星夜曲（鷹〈伊東タカオ〉）

1991年
- IZUMO（タケル）

1995年
- ジャイアントロボ THE ANIMATION -地球が静止する日（暮れなずむ幽鬼）

1997年
- サクラ大戦 桜華絢爛（真宮寺一馬）

1998年
- 銀河英雄伝説外伝 千億の星、千億の光（ヘルマン・フォン・リューネブルク）

1999年
- サクラ大戦 轟華絢爛（真宮寺一馬）
- タイムレンジャー セザールボーイの冒険 ローマ帝国編（スカーキャット）
- 倒凶十将伝 巻の壱〜過去の巻〜（坂本順一、明智光秀）

2002年
- マクロス ゼロ（ハスフォード博士）
- ルパン三世 生きていた魔術師（パイカル）

2005年
- LAST ORDER FINAL FANTASY VII（宝条）

2006年
- 水木しげるの妖怪ワールド 恐山物語 (三尺坊）

2008年
- COBRA THE ANIMATION（コブラ）

### ゲーム
1997年
- EVE burst error（甲野三郎）※SS&Win95版

1998年
- EVE The Lost One（甲野三郎）
- 火星物語（レノール）
- サクラ大戦2 〜君、死にたもうことなかれ〜（鬼王 / 真宮寺一馬）

1999年
- The Lost One Last Chapter of Eve（甲野三郎）

2000年
- EVE ZERO（甲野三郎）
- ガイアマスター 〜神々のボードゲーム〜（シンバッド）
- タツノコファイト（ロースライセン、アンドロー梅田）

2001年
- EVE The Fatal Attraction（甲野三郎）

2003年
- EVE burst error PLUS（甲野三郎）
- ゲゲゲの鬼太郎 異聞妖怪奇譚（ねずみ男）
- ゲゲゲの鬼太郎 危機一髪!妖怪列島（ねずみ男）
- ゲゲゲの鬼太郎 逆襲!妖魔大血戦（ねずみ男）

2005年
- 宇宙戦艦ヤマト 暗黒星団帝国の逆襲（アルフォン）
- 宇宙戦艦ヤマト 二重銀河の崩壊（アルフォン）
- コブラ・ザ・アーケード（コブラ）

2006年
- EVE new generation（甲野三郎）※PS2版
- ダージュ オブ ケルベロス ファイナルファンタジーVII（宝条）
- みんなのテニス（リュウ）

2007年
- キングダム ハーツ Re:チェイン オブ メモリーズ（ヴィクセン）
- キングダム ハーツII ファイナル ミックス（ヴィクセン）
- クライシス コア ファイナルファンタジーVII（宝条）

2008年
- クレヨンしんちゃん 嵐を呼ぶ シネマランド カチンコガチンコ大活劇!

2009年
- キングダム ハーツ 358/2 Days（ヴィクセン）
- スーパーロボット大戦NEO（ラルヴァ）

2010年
- キングダム ハーツ バース バイ スリープ（エヴェン）

2013年
- キングダム ハーツ HD 1.5 リミックス（ヴィクセン）※ライブラリ音声

2014年
- キングダム ハーツ HD 2.5 リミックス（ヴィクセン / エヴェン）※ライブラリ音声

2022年
- クライシス コア ファイナルファンタジーVII -リユニオン- ※ライブラリ音声

### ドラマCD
- あまい囁き
- 岸和田博士の科学的愛情 ザ・ドラマCD（岸和田博士）
- 最終神話戦争イデアオペラ オリジナルドラマCD（ハデス）
  - 第1章 罅割れたミュトス
  - 第3章 輝ける悠遠の女神
- モスラ ドラマCD（中条信一博士）[16]

### ラジオ
- パックインミュージック（TBSラジオ）[17]
- ヤングスタジオLOVE（TBSラジオ）
- 野沢那智のハローモーニング（TBSラジオ）
- ズバリ快答!テレフォン身の上相談（TBSラジオ）
- 決定版！昭和歌謡史（TBSラジオ）
- 野沢那智の東京サンセット（文化放送）
- 野沢那智の夕方フレンズ（You Got a Friends）（文化放送）
- 那智チャコ ハッピーフレンズ（文化放送）[17]
- いう気リンリン 那智チャコワイド（文化放送）
- 野沢那智の朝はどこから（文化放送）
- 良い音録ろう 生録ジョッキー（文化放送）※姪・野沢直子と担当
- ナッチャコのおじゃまな関係（ニッポン放送）
- 野沢那智のさわやかカーライフ（西日本放送、ラジオ関西、大分放送）
- それ行けマイカー（福井放送、ラジオ福島）
- 音楽千夜一夜（FM東京）
- 世界音楽散歩（FM東京）
- サンスイ・ベスト・リクエスト（FM東京）※柏村武昭の後任

### ナレーション
- あったか生活!秘伝!カテイの魔法
- 雨ニモマケズ
- たのしい動物百科
- 独身のスキャット
- 世界の動物園
- BS夏休みスペシャル「特撮のヒーローウルトラマンの世界」
- 戦え! マイティジャック ＃18
- まんがなるほど物語
- いつか行く旅
- バリキン7 賢者の戦略

### テレビドラマ
- 徳川家康（市川右太衛門版）（1964年、NET）
- 怪盗ラレロ（1968年、日本テレビ）
- 第7の男（1969年、CX） - アナウンサー
- 走れ!ケー100（1973年、TBS） - ナレーター

### 人形劇
- アッポしましまグー  (しましまおおかみ)
- ネコジャラ市の11人（ドサ・ザ・グレート）
- ひょっこりひょうたん島（リメイク版）（アルセーヌ・クッペパン）

### 舞台
- サクラ大戦歌謡ショウ 五周年記念公演 「海神別荘」（真宮寺一馬）

### バラエティ
- TVジョッキー歌の星座（1970年、TBS） - 司会
- あいたい人（1970年、TBS） - インタビュアー
- 夜のヒットスタジオ（1972年から1975年3月31日、フジテレビ） - 番組レギュラー。主に「コンピュータ恋人選び」「歌謡ドラマ」「ラッキーテレフォンプレゼント」の各コーナーや番組ナレーションを担当。
- テレビ三面記事 ウィークエンダー（日本テレビ） - リポーター[113]
- 音楽クイズ・セクションフォー（1978年、東海テレビ） - 2代目司会
- 平光淳之助のひるワイド・2時の家庭百貨(1981年、東京12チャンネル) 野沢那智、向井真理子と『荒野の一つ星』の1シーンの生アフレコ。主演のジュリアーノ・ジェンマが野沢、テレサ・ジンベラが向井、森山は神父役。
- 田舎に泊まろう!（2006年、テレビ東京） - 旅人（リポーター）
- ライオンのごきげんよう（フジテレビ）

### CM
- 大正漢方胃腸薬 ※顔出し出演
- 戦え!超ロボット生命体 トランスフォーマー ※初期のナレーション
- ファイアーエムブレム 紋章の謎[114]

### パチンコ・パチスロ
- CRコブラ〜終わりなき劇闘〜（コブラ）
- COBRA -THE SLOT-（コブラ）
- CRコブラ THE ドラム（コブラ）※ライブラリ出演
- CR釣りキチ三平（鮎川魚神）
- CR夕陽のガンマン 荒野の仕掛人（モンコ）

### その他コンテンツ
- 世界絵本箱「ものいうほね」（語り）
- タイピングソフト
  - エースをねらえ!（宗方仁）
  - コブラ 魂打（コブラ）
- 東京国立博物館「対決 巨匠たちの日本美術」音声ガイド（喜多川歌麿）
- 東京ディズニーランド
  - スター・ツアーズ（C-3PO）
  - ピーターパン空の旅（フック船長）
  - ミッキーのスペース・ファンタジー（C-3PO）

## 音楽

### レコード
- 六月の薔薇
- 頑張れよ
- テレフォンラブ ※白石冬美とデュエット
- あなたのすべてを
- おいらケムケム ※白石冬美とデュエット
- 甘い囁き ※金井克子とデュエット
- 青山レイニィ・ナイト ※白石冬美とデュエット

## 演出
- アップル・ツリー
- オルフェ（1966年 / 劇団薔薇座）
- バッカス（1966年 / 劇団薔薇座）
- ルノーとアルミード（1967年 / 劇団薔薇座）
- ブリタニキュス（1968年 / 劇団薔薇座）
- 円卓の騎士（1971年、1977年 / 劇団薔薇座）
- BENT 〜ねじまげられて〜（1981年、1984年、1985年、1986年 / 劇団薔薇座）
- greese グリース ロックンロール・ミュージカル（1981年、1982年 / 劇団薔薇座）
- 死の罠（1981年 / 劇団薔薇座）
- 旅立て女たち（1981年 / 劇団薔薇座）
- ローマで起こった奇妙なできごと（1980年、1981年 / 劇団薔薇座）
- 飛べ!京浜ドラキュラ（1982年 / シアターアプル、81プロデュース）
- かぐや姫／そんごくう（1984年 / 劇団目覚時計）
- KING of HEARTS（1985年 / 劇団薔薇座）
- 覗きからくり遠眼鏡 幕末群盗伝（1985年 / 劇団音楽座、劇団薔薇座）
- クライムズ オブ ザ ハート（1985年 / 劇団薔薇座）
- 踊れ艦隊のレディたち（1985年、1986年、1987年、1989年 / 劇団薔薇座）
- 十二夜（1986年 / 好村俊子プロデュース〈鷹〉企画）
- アパートの鍵貸します（1987年、1988年 / 劇団薔薇座）
- 賢者の贈り物（1987年 / 木山事務所）
- ステージ・ドア（1987年 / 劇団薔薇座）
- スイート・チャリティー（1988年 / 劇団薔薇座）
- ミスターシンデレラ（1988年 / 劇団薔薇座）
- MOONLIGHT BEAUTY（1989年 / 創樹社）
- おお!活動狂時代 バイオグラフガール（1989年、1990年 / 劇団薔薇座）
- 暗くなるまで待って（1990年 / 劇団薔薇座）
- チャーリーはどこだ?（1990年 / 劇団薔薇座）
- ミスターシンデレラ（1990年 / 添田事務所、オフィス・ナイン、劇団薔薇座）
- ドライビング・ミス・デイジー（1998年 / 劇団東演）
- みんなで渡れば…（1999年 / 劇団東演）
- 結婚したくない男と女（2000年 / フォー・ユー・カンパニー）

## 著書
- 『野沢那智のにんげん大好き』〈ヒューマン・ライブラリー〉、パン・ニューズ・インターナショナル、1985年8月20日。

## 論文
- 国立情報学研究所収録論文 国立情報学研究所

## 代役・後任
2000年代後半頃から仕事をセーブし始め、一部の役は降板していた。野沢の代役や後任は以下の通り。
| 後任       | 役名                   | 概要作品                                            | 後任の初担当作品                                             |
| ---------- | ---------------------- | --------------------------------------------------- | ------------------------------------------------------------ |
| 若本規夫   | アンデルセン神父       | 『HELLSING』                                        | OVA版                                                        |
| 内田直哉   | コブラ                 | 『COBRA THE ANIMATION』                             | テレビシリーズ版                                             |
| 内田直哉   | 甲野三郎               | 「EVEシリーズ」                                     | 『EVE rebirth terror』                                       |
| 中村秀利   | ジョン・マクレーン     | 「ダイ・ハードシリーズ」（劇場公開版）              | 『ダイ・ハード/ラスト・デイ』（劇場公開版）                  |
| 中村秀利   | マックス・シュレック   | 『バットマン リターンズ』（テレビ朝日版）           | WOWOW版追加収録部分                                          |
| 井上倫宏   | ハイグレ魔王           | 『クレヨンしんちゃん アクション仮面VSハイグレ魔王』 | 『クレヨンしんちゃん 嵐を呼ぶ カスカベ映画スターズ!』        |
| 大川透     | ハリー・ダン           | 『ジム・キャリーはMr.ダマー』                       | 『帰ってきたMr.ダマー バカMAX!』                             |
| 内田夕夜   | クライド・バロウ       | 『俺たちに明日はない』                              | WOWOW版追加収録部分                                          |
| 平田広明   | サニー                 | 『出逢い』                                          | Netflix版追加収録部分                                        |
| 家中宏     | パイカル               | 「ルパン三世シリーズ」                              | 『ルパン三世 ルパンは今も燃えているか?』                     |
| 千葉繁     | ヴィクセン             | 「キングダム ハーツ シリーズ」                      | 『キングダム ハーツIII』                                     |
| 千葉繁     | 宝条                   | 『ファイナルファンタジーVII』                       | 『ファイナルファンタジーVII リメイク』                       |
| 二又一成   | バームクーヘンさん     | 『それいけ!アンパンマン』                           | 第1219話                                                     |
| 森功至     | ルシフェル             | 『ドラゴンボール 魔神城のねむり姫』                 | 『スーパードラゴンボールヒーローズ』                         |
| 岩崎ひろし | マイケル・コルレオーネ | 『ゴッドファーザー PART III』                       | 『ゴッドファーザー〈最終章〉：マイケル・コルレオーネの最期』 |
| 岩崎ひろし | コーベン・ダラス       | 『フィフス・エレメント』（テレビ朝日版）            | 4K UHD+Blu-ray版追加収録部分                                 |
| 岩崎ひろし | ジョン・マクレーン     | 「ダイ・ハードシリーズ」（テレビ朝日版）            | スターチャンネル追録ノーカット版                             |
| 風間秀郎   | ジャッカル             | 『ジャッカルの日』（テレビ東京版）                  | WOWOW版追加収録部分                                          |